# Grand Prix automobile du Canada 1995
Vous lisez un « article de qualité » labellisé en 2022.
GP précédent GP suivant
Le Grand Prix automobile du Canada 1995 (Grand Prix Molson du Canada), disputé sur le circuit Gilles-Villeneuve de l'île Notre-Dame au Canada le 11 juin 1995, est la trente-troisième édition du Grand Prix du Canada de Formule 1, la dix-septième sur ce tracé, le 570e Grand Prix de Formule 1 couru depuis 1950 et la sixième manche du championnat 1995.
La course, prévue sur 69 tours puis ramenée à 68 tours en raison de l'envahissement de la piste par les spectateurs, est remportée par Jean Alesi (Ferrari), parti de la cinquième position. Il s'agit de la seule victoire de sa carrière en Formule 1 en 201 départs, à sa cinquième et dernière saison au volant des voitures de Maranello, le jour de ses 31 ans. Rubens Barrichello (Jordan-Peugeot) finit deuxième et son coéquipier Eddie Irvine se classe troisième ; c'est  le premier double podium de l'écurie Jordan dans la discipline. Suivent Olivier Panis (Ligier-Mugen-Honda), Michael Schumacher (Benetton-Renault), auteur de la pole position et du meilleur tour en course, et Gianni Morbidelli (Arrows-Hart). 
Michael Schumacher, qui s'élance depuis la première place sur la grille, conserve son avantage au premier virage sur Damon Hill (Williams-Renault) bien qu'il soit parti du côté sale de la piste. Schumacher accroît rapidement son avance et mène une course en solitaire. Promis à la victoire, il est victime, à dix tours de l'arrivée, d'un blocage de son sélecteur de vitesse sur le troisième rapport qui l'oblige à rentrer aux stands pour faire réparer sa monoplace. Jean Alesi, après avoir dépassé son équipier Gerhard Berger en début d'épreuve puis profité des abandons successifs des Williams de David Coulthard et Damon Hill, avec d'autres concurrents, prend la tête de la course et la conserve jusqu'au drapeau à damier.
La victoire de Jean Alesi et les déboires des pilotes des écuries Benetton et Williams permettent à Ferrari de prendre, provisoirement, la tête du classement du championnat du monde des constructeurs avec une avance de trois points sur Benetton. Malgré sa cinquième place, Michael Schumacher conserve la première place du classement du championnat du monde et augmente de deux points son avance sur Damon Hill.

## Contexte avant le Grand Prix

### Situation du championnat du monde

#### Organisation du Grand Prix
Le Grand Prix du Canada se déroule alors qu'il est question de sa pérennisation. En effet, le contrat de parrainage de la brasserie Molson s'achève en 1995 et son concurrent, Labatt, candidate pour commanditer l'épreuve. D'autre part, le Champ Car souhaite organiser une épreuve à Montréal pour tirer profit de la popularité du pilote local, Jacques Villeneuve. Or, les responsables politiques locaux préviennent que la tenue d'une épreuve du championnat américain de formule monoplace entrainerait la disparition du Grand Prix de Formule 1. Ainsi, le 10 juin, Bernie Ecclestone, président de la Formula One Management, Pierre Bourque, maire de Montréal, Gérald Tremblay, ministre de l'Industrie du Québec, et Robert Ferland, initiateur du Grand Prix du Canada, trouvent un accord pour sécuriser l'avenir de l'épreuve, qui rapporte 16 millions de dollars canadiens de bénéfices à la ville de Montréal.
Alors que la chicane de pneus aménagée en 1994 après l'épingle du Casino demeure en place, Bernie Ecclestone demande aux organisateurs de modifier le circuit Gilles-Villeneuve pour en améliorer la sécurité d'ici l'édition 1996. Cette chicane est jugée inutile, notamment par Michael Schumacher et Damon Hill, qui considèrent que l'introduction des moteurs trois litres a suffisamment ralenti la vitesse des monoplaces de Formule 1. Pour autant, afin d'accroître la sécurité des pilotes, John Corsmit, le directeur de course, interdit d'effectuer une manœuvre de dépassement dans la section du circuit précédant cette chicane,.
Le circuit, caractérisé par de grandes lignes droites et deux virages en épingle, favorise les phases d'accélération et de freinage. Il est éprouvant pour les transmissions, les boîtes de vitesses et les freins des monoplaces mais semble favoriser la Scuderia Ferrari. Son directeur sportif, Jean Todt, entend briser à Montréal l'hégémonie des écuries motorisées par Renault — Benetton et Williams — qui ont remporté les cinq premières manches du championnat. Damon Hill, pilote Williams, avoue ne pas apprécier ce circuit, qu'il considère « tortueux, sans courbes réellement rapides, très exigeant pour les freins et surtout plein de bosses ». De l'avis général des pilotes, le tracé canadien est « inintéressant »,.

#### Classements avant l'épreuve
À l'approche du Grand Prix du Canada, le pilote Benetton Michael Schumacher, vainqueur de trois des cinq épreuves disputées jusqu'alors, mène le championnat avec 34 points. L'Allemand aborde avec confiance cette sixième manche, bien que sa Benetton B195 soit techniquement inférieure à la Williams FW17. 
Son principal rival pour le titre, le pilote Williams Damon Hill, a remporté deux victoires et inscrit 29 points, cinq points de moins que Schumacher. Les pilotes de la Scuderia Ferrari, Gerhard Berger et Jean Alesi, pointent aux troisième et quatrième rangs, avec 19 et 17 points,.
Chez les constructeurs, à l'issue du Grand Prix de Monaco, Benetton occupe la première place avec 36 points, suivie par Williams et Ferrari avec 32 et 31 points. Ces écuries distancent nettement McLaren, quatrième avec huit points, Sauber, cinquième avec quatre points, Jordan, sixième avec deux points, et Ligier, septième avec un point.

#### Réintégration du Grand Prix d'Italie

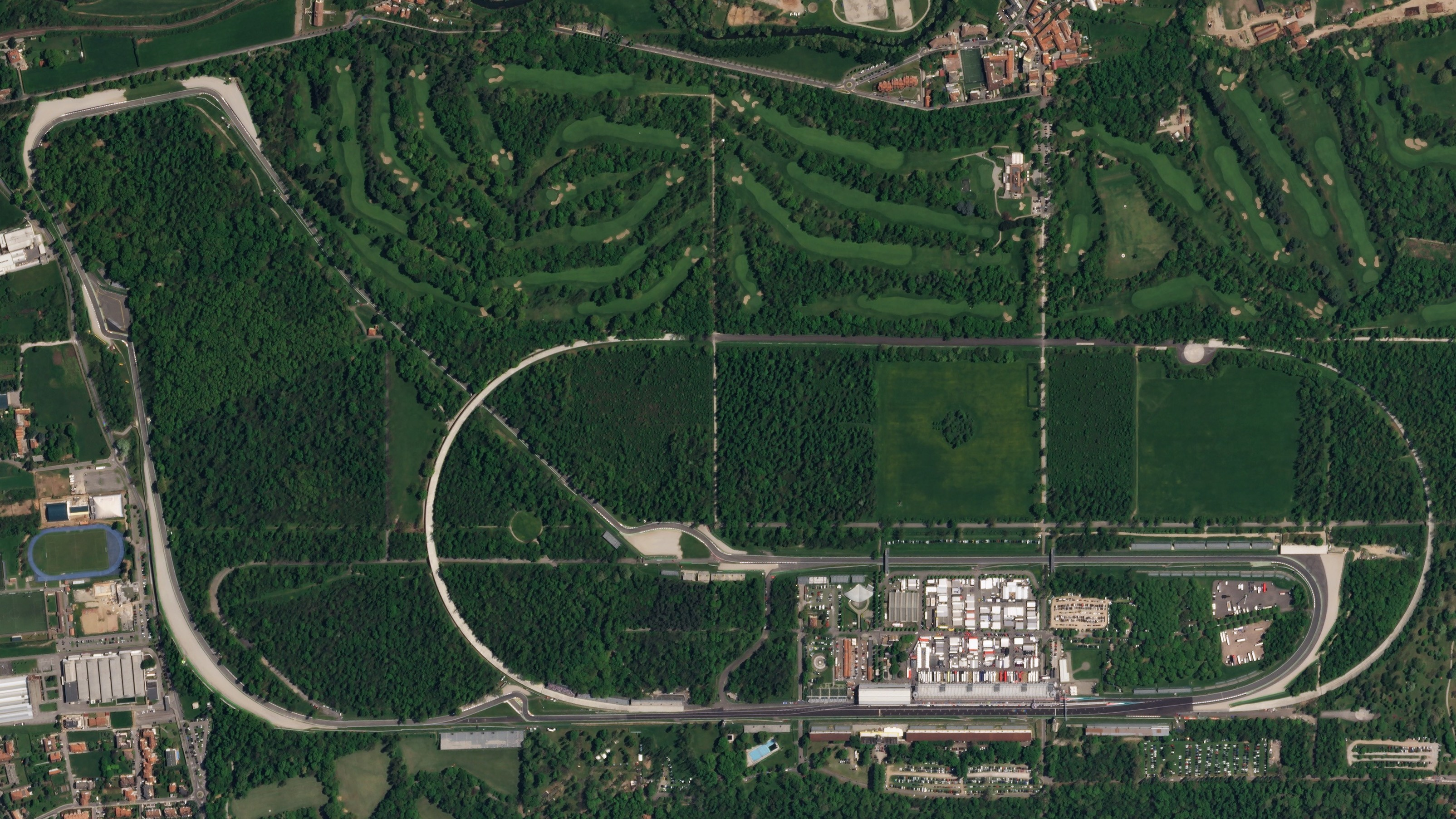
Le circuit de Monza (ici, vue aérienne de 2018) accueille le Grand Prix d'Italie 1995.

Une dizaine de jours avant le Grand Prix du Canada, la Fédération internationale de l'automobile et l'Automobile Club d'Italia, promoteur du Grand Prix d'Italie, concluent un accord quant à la tenue de la manche italienne, prévue du 8 au 10 septembre 1995. En effet, celle-ci était, au début du mois de mai, sur le point d'être annulée car l'Automobile Club d'Italia rechignait à effectuer des travaux afin d'améliorer la sécurité du circuit de Monza ; il lui faut désormais construire de nouvelles zones de dégagement, ce qui nécessite d'abattre de nombreux arbres aux abords du circuit et suscite le courroux de militants écologistes. En outre, Max Mosley, président de la Fédération internationale de l'automobile, fait pression sur le gouvernement italien pour faire changer une loi afin que les écuries de course ne soient plus poursuivies en cas d'accident mortel et puissent avoir accès aux monoplaces impliquées pour constituer une défense. Enfin, Bernie Ecclestone n'est toujours pas parvenu à récupérer la promotion de cette épreuve, la seule avec le Grand Prix de Monaco à ne pas être organisée par la Formula One Constructors Association,.
Finalement, Mosley comprend que la loi italienne ne pourra être modifiée (Williams n'a toujours pas récupéré la FW16 que pilotait Ayrton Senna lors de son accident mortel au Grand Prix de Saint-Marin 1994, disputé sur le circuit d'Imola, au nord-est de l'Italie). Néanmoins, l'Automobile Club d'Italia, en partie sous la pression du groupe Fiat et de sa filiale, la Scuderia Ferrari, consent à réaliser les travaux d’aménagement demandés par la FIA et abat 125 arbres aux abords du virage Curva Grande afin de construire de larges zones de dégagement. Enfin, Bernie Ecclestone convainc les écuries de disputer les dix-sept courses de la saison bien que les accords de la Concorde prévoient que les équipes de Formule 1 ne sont tenues de disputer que seize épreuves par an,.

#### Vers un Grand Prix à Las Vegas et en Afrique du Sud en 1996?

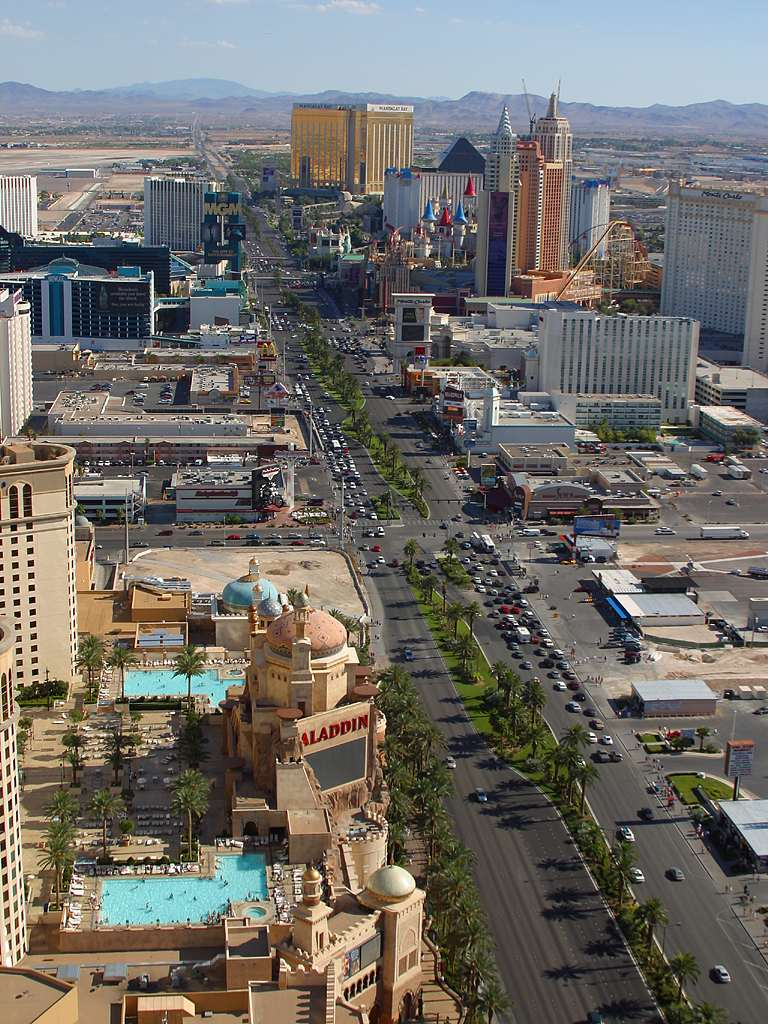
La ville de Las Vegas candidate pour accueillir un Grand Prix de Formule 1 en 1996.

En marge de l'épreuve canadienne, la Fédération internationale de l'automobile et Bernie Ecclestone, directeur des droits commerciaux de la Formule 1, esquissent le calendrier du championnat 1996 qui doit connaître des modifications à la faveur de l'intérêt croissant porté par de nouveaux pays extra-européens. Ainsi, le Grand Prix d'Australie, organisé sur le circuit d'Adélaïde en novembre, doit désormais se tenir en mars sur le circuit de l'Albert Park, à Melbourne, en ouverture de la saison. Afin de diminuer leurs frais de transport, les écuries souhaitent que cette épreuve précède le Grand Prix du Pacifique, à Aïda au Japon, bien que les conditions climatiques y soient difficiles en début de printemps. La Formule 1 devrait ensuite se rendre au Brésil et en Argentine fin mars et début avril, ces deux manches étant organisées à une semaine d'intervalle. En mai débuterait la saison européenne, à Saint-Marin, en Espagne et à Monaco. Puis la Formule 1 se rendrait au Canada avant de faire escale aux États-Unis, où Ecclestone pourrait donner son accord à la tenue d'un Grand Prix de Las Vegas — déjà organisé sur le parking de l'hôtel-casino Caesars Palace en 1981 et 1982, dans les rues situées en périphérie de la ville,.
La discipline reviendrait ensuite en Europe pour les manches estivales, en France, en Grande-Bretagne, en Allemagne, en Belgique et en Italie. Le contrat liant la Formule 1 au Grand Prix de France a en effet été prolongé d'un an, jusqu'en 1996. La Fédération française du sport automobile, qui organise la course, lance un appel d'offres pour la tenue de l'épreuve sur la période 1997-2001, pour laquelle devraient postuler le circuit de Nevers Magny-Cours, hôte du Grand Prix de France, mais aussi le circuit Paul-Ricard, le circuit Bugatti et le circuit de Montlhéry,.
Puis, fin septembre, deux épreuves doivent être organisées en Asie, l'une au Japon, la seconde en Chine, en Malaisie, ou en Indonésie. Enfin, le Grand Prix d'Afrique du Sud, en novembre, serait le théâtre de la fin de la saison : ayant quitté le calendrier de la Formule 1 en 1993 à cause de l’instabilité politique et des problèmes économiques de ce pays, le circuit du Kyalami pourrait profiter de l'embellie économique et de la fin des violences permises par la politique du président Nelson Mandela pour accueillir de nouveau la discipline-reine du sport automobile,.
Tommy Baker, promoteur de cette hypothétique épreuve à Las Vegas, présente à la presse dans le paddock de Montréal son projet soutenu par plusieurs casinos et hôtels de « Sin City ». Il souhaite que ce qu'il appelle le Grand Prix des États-Unis-Las Vegas soit la manche finale de la saison, le 10 novembre. De plus, il annonce que les spectateurs accèderont gratuitement au Grand Prix s'ils réservent l'une des 115 000 chambres d'hôtel de la ville. La construction du circuit, confiée à Chris Pook, promoteur du Grand Prix de Long Beach en IndyCar Series, coûterait 10 millions de dollars. Le tracé, long de 4,3 kilomètres, emprunterait le Strip et passerait devant sept casinos. Enfin, l'épreuve doit être organisée sur quatre jours, avec des essais libres tenus le jeudi, à l'image du Grand Prix de Monaco.

### Situation des pilotes

#### Heinz-Harald Frentzen chez McLaren, Jos Verstappen chez Sauber?
À Montréal, d'insistantes rumeurs de paddock annoncent que Heinz-Harald Frentzen quitterait Sauber pour McLaren à partir de la prochaine manche, en France. L'Allemand, régulièrement dans les points malgré sa modeste monoplace, impressionne les observateurs. Ron Dennis souhaiterait donc qu'il remplace Mark Blundell, qui assure l'intérim depuis la retraite de Nigel Mansell. Ce transfert nécessiterait le rachat du contrat liant Frentzen à Sauber, notamment par Mercedes qui soutient financièrement McLaren.
Selon les bruits de paddock, le départ de Frentzen vers McLaren entraînerait l'arrivée de Jos Verstappen chez Sauber. La carrière du Néerlandais, sans volant à la suite du forfait de Simtek, est gérée par Flavio Briatore qui est aussi son patron au sein de Benetton Formula où il officie en tant qu'essayeur. Contractuellement, Briatore doit engager Verstappen à seize manches du championnat et Sauber pourrait servir d'équipe de rechange en cas de faillite de Simtek. La presse spécialisée rapporte enfin que Verstappen pourrait remplacer Gianni Morbidelli, qui ne serait plus capable de financer son baquet chez Arrows.
Ces rumeurs sont toutes démenties le samedi par McLaren, Mercedes et Frentzen.

#### L'attrait du public canadien et de la Formule 1 pour Jacques Villeneuve

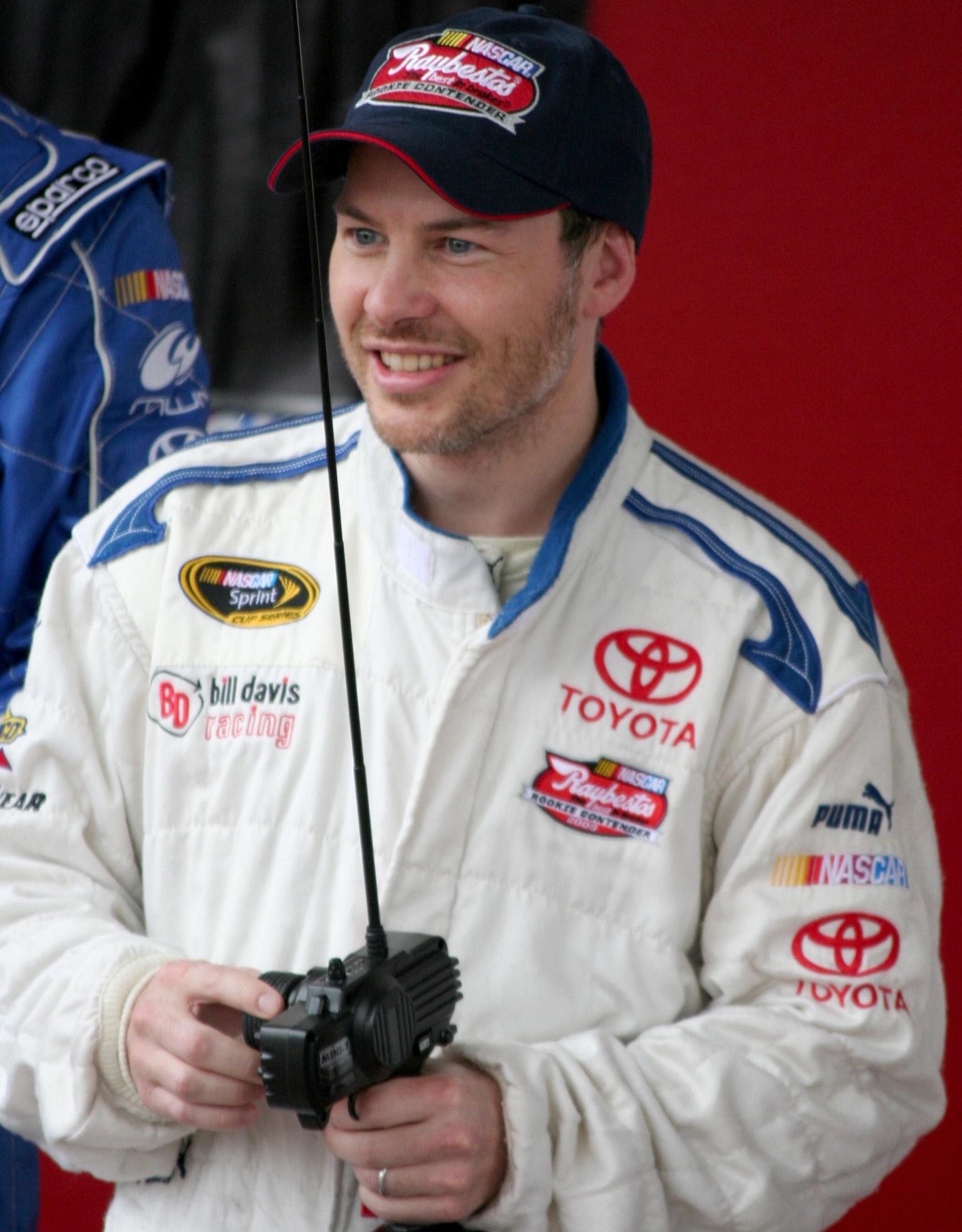
Bernie Ecclestone manœuvre en coulisses pour que le pilote de Champ Car, Jacques Villeneuve (ici en 2008), rejoigne la Formule 1 en 1996.

Le paddock du Grand Prix du Canada est animé par une potentielle arrivée du fils du pilote canadien  Gilles Villeneuve en Formule 1 ; Jacques Villeneuve a remporté les 500 miles d'Indianapolis, son agent Craig Pollock et Bernie Ecclestone, le détenteur des droits commerciaux de la discipline, multiplient les contacts avec les écuries pour lui trouver un baquet à l'horizon 1996. L'objectif est de populariser la Formule 1 auprès du public nord-américain, auprès duquel Villeneuve est très populaire, et de concurrencer le Champ Car. Un tabloïd local, Le Journal de Montréal, affirme que Villeneuve, s'il était présent en Formule 1 en 1995, battrait à plates coutures tous les autres pilotes de la discipline,.
Les rumeurs rapportées par le journal québécois The Gazette évoquent un possible engagement de Villeneuve chez Sauber pour les quatre ou cinq dernières manches du championnat 1995, à l'issue de la saison de Champ Car, avant un recrutement par la Scuderia Ferrari en 1996. À Montréal, Bernie Ecclestone rencontre Jean Todt, directeur de la Scuderia Ferrari, pour le convaincre d'associer Jacques Villeneuve à Michael Schumacher — que l'écurie italienne souhaite recruter — en 1996, arguant qu'il s'agit de la paire de pilotes parfaite pour remporter le championnat. Todt élude la question mais pourrait proposer un essai à Villeneuve d'ici la fin de la saison. Des contacts sont également pris avec Benetton Formula pour mener des essais tandis que Frank Williams, fondateur de l'écurie éponyme, se dit séduit par le Canadien. Sa titularisation chez l'une ou l'autre de ces deux dernières équipes est favorablement perçue par leur motoriste, Renault, qui y voit une occasion de gagner des parts de marché outre-Atlantique,,,.
Dans le même temps, Bernie Ecclestone calme les ardeurs des médias canadiens en rappelant qu'aucune écurie n'a contacté officiellement Jacques Villeneuve et rappelle que Michael Andretti, le dernier pilote de Champ Car engagé en Formule 1 en 1993 avec McLaren, a essuyé un cuisant échec.

### Situation des écuries

#### Essais privés
Entre les épreuves monégasque et canadienne, une séance d'essais privés de deux jours est organisée sur le circuit de Silverstone. Le meilleur temps est établi par Damon Hill, sur Williams-Renault, en 1 min 27 s 71, devant Michael Schumacher (Benetton-Renault) et son équipier David Coulthard. Le pilote Simtek Jos Verstappen prend également part aux tests en qualité d'essayeur de l'écurie Benetton. Chez McLaren-Mercedes, Mika Häkkinen et Mark Blundell mettent au point une MP4/10B dépourvue d'aileron monté sur le capot moteur afin de préparer le Grand Prix du Canada. Tyrrell Racing est présente avec Ukyo Katayama et Mika Salo. Arrows n'engage que Massimiliano Papis. Enfin, Eddie Irvine et Rubens Barrichello testent un nouveau réglage sur la suspension arrière pour Jordan Grand Prix . L'écurie irlandaise reste avec le Brésilien pour une troisième journée d'essais sur le tracé sud de Silverstone,.

#### Forfait de Simtek

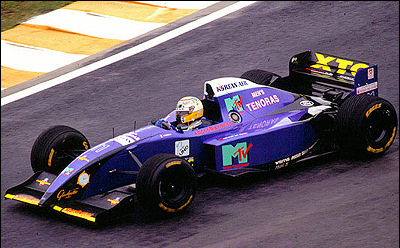
L'écurie Simtek (ici la S951 de Domenico Schiattarella), alors en difficultés financières, déclare forfait pour le Grand Prix du Canada.

L'écurie Simtek est endettée à hauteur de six millions de livres sterling, notamment en raison de la défection des commanditaires d'Hideki Noda, dont Tenoras, qui devaient apporter un complément de budget dès le début de saison mais se sont brusquement retirés à la suite du séisme de Kōbe et des impayés de la société de boisson énergisante XTC, qui a falsifié ses relevés bancaires. La participation de l'écurie britannique à la manche canadienne est alors compromise. Le patron de Simtek, Nick Wirth, poursuit ses recherches de crédits et démarche d'éventuels commanditaires pour participer au Grand Prix de France. Parallèlement, il reste en négociation avec un éventuel repreneur hollandais. En effet, si l'équipe était rachetée, le bol d'air financier encouragerait les commanditaires historiques que sont MTV Networks, Korean Air et Russell Athletic à poursuivre avec Simtek, ce qui permettrait d'assurer le développement d'une S951 qui n'a presque pas évolué depuis le début de la saison.
Le jeudi 1er juin, une semaine après le Grand Prix de Monaco, Nick Wirth confirme officiellement lors d'une conférence de presse que Simtek déclare forfait pour le Grand Prix du Canada. « Aujourd'hui est un jour très triste pour toutes les personnes impliquées dans le projet Simtek Grand Prix. Vendredi dernier, à Monaco, j'ai expliqué aux journalistes des divers médias internationaux nos problèmes actuels liés à la défection d'un de nos partenaires qui n'a pas pu remplir ses obligations. Je me suis largement exprimé sur notre situation : si une solution de secours n'est pas trouvée pour remplacer les fonds manquants cette semaine, l'avenir de l'écurie est directement menacé. Tout au long du week-end à Monaco, lors de réunions interminables, nos sponsors, partenaires et créanciers nous ont demandé de continuer mais aucun d'entre eux n'a pour autant engagé les fonds pour nous permettre de le faire. Ces derniers mois, l'équipe a démontré son potentiel, lié en grande partie au travail de notre pilote hollandais. Jos, qui sortait d'une première saison difficile chez Benetton, a montré un engagement absolu envers Simtek Grand Prix. Inévitablement, nous avons tissé de forts liens avec la Hollande et beaucoup de nos discussions de partenariat récentes ont été menées avec des entreprises et des particuliers néerlandais. Pourtant, et cela est particulièrement décevant, nous n'avons pas su nous attirer le soutien que nous attendions de ce pays. Mes partenaires, Barbara Behlau et Konrad Schmidt, nos sponsors et nos fournisseurs ont fait preuve de dévouement et d'un grand soutien à l'équipe tout au long de notre brève aventure en Formule 1 ; ce sera une tragédie si ceux qui envisagent de soutenir l'écurie ne prennent pas une décision à temps,.. »
Jos Verstappen complète les déclarations de son patron en déclarant dans le même temps : « Je suis très en colère de ne pas courir au Canada. J'aime piloter la Simtek S951 et, grâce à mon poste d'essayeur chez Benetton, j'ai la possibilité de comparer les deux monoplaces. Je peux ainsi constater que Simtek travaille avec la bonne approche technique. Il est vraiment dommage qu'à cause de problèmes de sponsoring, Simtek ne puisse pas démontrer tout le potentiel de la voiture. »
Bernie Ecclestone, le grand argentier de la Formule 1, n'inflige aucune amende à Simtek pour sa non-participation au Grand Prix du Canada, puisque les accords de la Concorde stipulent que les écuries sont tenues de prendre part à seize épreuves par an. Or, le championnat 1995 en compte dix-sept.

#### Pacific: manque de visibilité télévisuelle
Après les cinq premières manches du championnat, la Formula One Constructors Association, qui gère les droits télévisés de la Formule 1, révèle que Williams, Benetton et Ferrari ont monopolisé 83 % du temps d'antenne. McLaren, pourtant considérée comme une équipe prestigieuse par son palmarès, n'a bénéficié que de 14 minutes de couverture télévisée, soit 4,5 %. Cette faible apparition médiatique s'explique par son manque de compétitivité. Les neuf autres écuries du plateau se partagent les 12,5 % restants.
Cette iniquité de couverture médiatique entre les écuries est mise en corrélation avec les moyens financiers des structures les plus modestes, ce qui fait réagir Keith Wiggins, le propriétaire de la petite équipe Pacific Racing : « J'ai entendu dire que si les nouvelles équipes ne peuvent pas aligner une voiture compétitive, attirer l'attention des médias et par conséquent ne trouvent pas de sponsors, nous devrions arrêter la Formule 1. Je n'accepte pas cet argument défaitiste. Non pas que les nouvelles équipes ne sont pas à la hauteur de la compétition en Formule 1, je dirais plutôt que les sponsors, les motoristes et les autorités sportives devraient nous considérer comme l'avenir de la discipline. »

#### Benetton: Mild Seven disparaît de la livrée
En raison d'un problème de licence, les logos du cigarettier Mild Seven, principal commanditaire de l'écurie Benetton, n'apparaissent pas sur les B195 et sont remplacés par l'inscription « Moto Sport ». Le dimanche, cette appellation laisse place au logo de Renault, le motoriste de l'équipe, à l'initiative de Flavio Briatore et avec l'accord de Mild Seven : le patron de Benetton célèbre ainsi la centième pole position de l'histoire du constructeur français en Formule 1,.

#### Ligier: Cesare Fiorio quitte l'écurie
Le jeudi précédant le Grand Prix du Canada, Ligier annonce le départ de son directeur sportif, l'Italien Cesare Fiorio, dont le contrat, arrivé à expiration, n'a pas été renouvelé.

#### Minardi: difficultés financières et victoire judiciaire contre Mugen-Honda

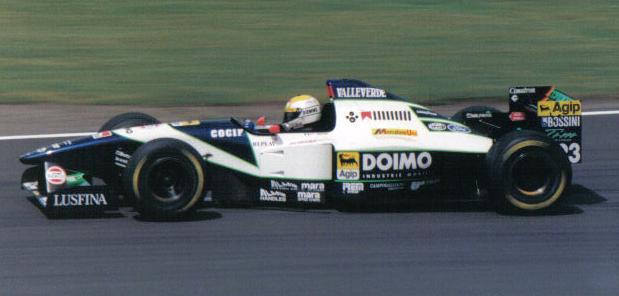
Minardi, en difficultés financières, pourrait se passer de Pierluigi Martini (ici, à bord de la M195 à Silverstone en 1995), pour renflouer les caisses de l'écurie.

Peu avant la manche canadienne, le tribunal de Ravenne statue en faveur de Minardi dans le procès l'opposant au motoriste japonais Mugen-Honda. Ce dernier devait fournir en exclusivité un bloc V10 à l'écurie italienne, avant que l'accord soit racheté par Flavio Briatore, au profit de Ligier. Néanmoins, aucun dommages et intérêts ne seront versés à Minardi, qui fait appel de cette décision.
Dans le même temps, Giancarlo Minardi, propriétaire de l'équipe éponyme, annonce qu'il envisage de quitter la Formule 1 pour rejoindre un championnat de voitures de tourisme s'il ne connaît pas de meilleures performances d'ici la fin de la saison. En outre, Minardi éprouve des difficultés à régler les factures de son motoriste, Ford-Cosworth, qui lui fournit un bloc V8 ED moribond. Dès lors, le baquet de Pierluigi Martini pourrait être menacé à court terme par un pilote-payant susceptible d'apporter des subsides à la petite structure italienne,.

### Dernières évolutions des monoplaces

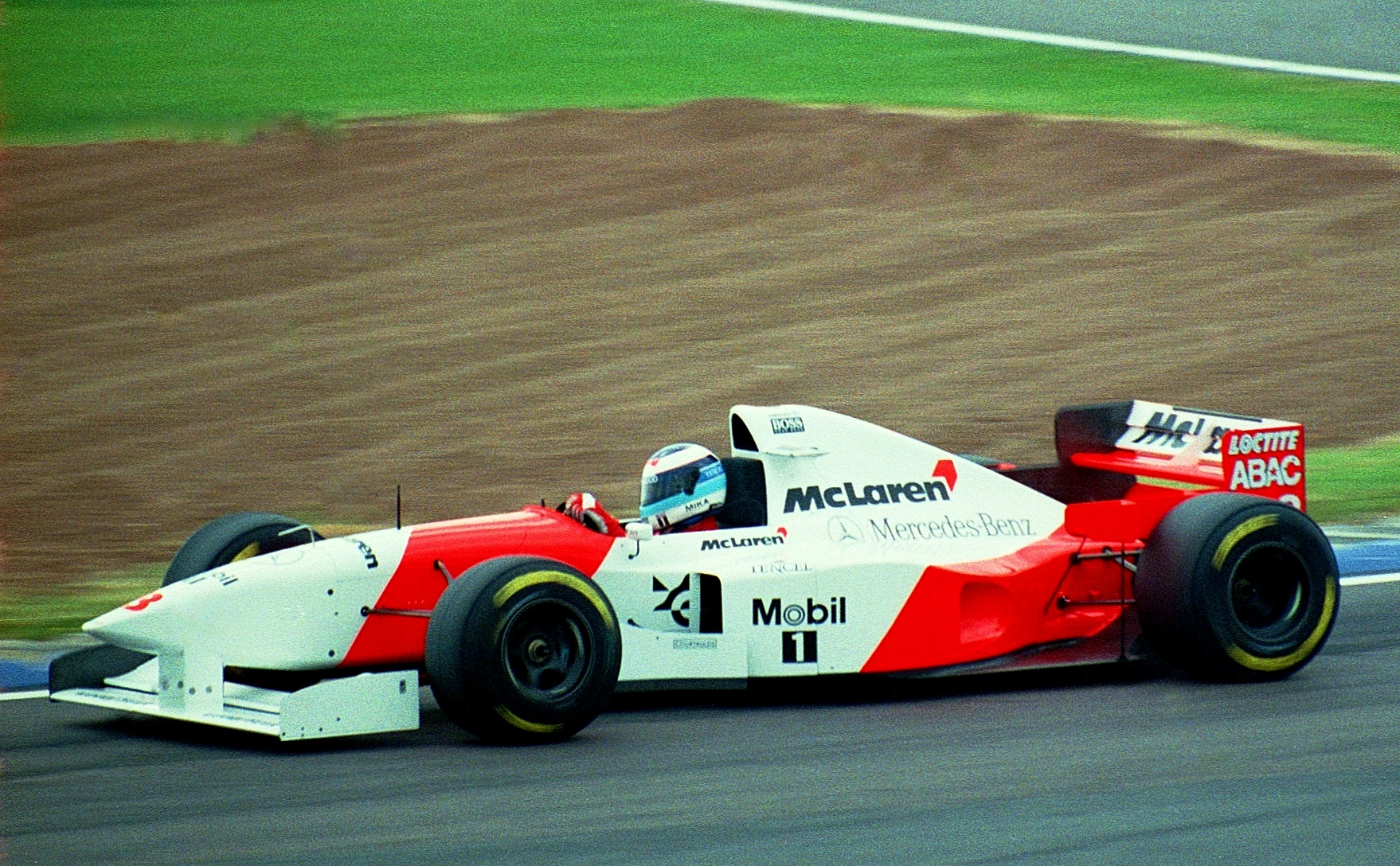
La McLaren MP4/10B, dépourvue d'aileron central (ici au Grand Prix de Grande-Bretagne 1995).

À Montréal, la Benetton B195 arbore un aileron avant remanié et une nouvelle géométrie de suspension. Après ses essais menés à Silverstone, McLaren retire l'aileron central situé sur le capot moteur de sa MP4/10B pour améliorer l'écoulement de l'air vers le moteur dans la prise d'air. La Ferrari 412 T2 de Jean Alesi est dotée d'un nouveau volant équipé de deux voyants lumineux,,.
Jordan Grand Prix apporte un nouveau réglage sur la suspension arrière de sa 195 afin d'en améliorer l'adhérence. Le pédalier de la monoplace de Rubens Barrichello est également décalé vers la droite pour lui permettre de freiner du pied droit. En effet, ce système est composé de deux pédales et dépourvu d'embrayage, pour permettre aux pilotes de freiner du pied gauche. Or, Barrichello ne s'est pas habitué à ce dispositif et la télémétrie a montré que depuis le début de la saison, le Brésilien freinait constamment, en accélération et dans les lignes droites. Celui-ci explique : « Vous savez, j'ai fait de nombreuses années de karting à Interlagos avant de débuter en monoplace. Et en kart, on laisse toujours le pied gauche posé sur le frein … Et naturellement, les disques en carbone en F1 sont bien plus efficaces que ceux d'un karting, ce qui me faisait perdre environ 5 % de puissance à l'accélération et en lignes droites. » Cette modification doit permettre de résoudre les difficultés rencontrées par Barrichello depuis l'entame du championnat : celui-ci, régulièrement battu par son équipier Eddie Irvine, commençait à douter de ses capacités.
Enfin, Peugeot, le motoriste de Jordan, modifie son bloc V10 A10 pour réduire sa consommation en carburant de 5 %.

## Journée du vendredi

### Séance d'essais libres
| Pos. | Pilote             | Voiture          | Temps          | Écart     |
| ---- | ------------------ | ---------------- | -------------- | --------- |
| 1    | Michael Schumacher | Benetton-Renault | 1 min 28 s 145 |           |
| 2    | Jean Alesi         | Ferrari          | 1 min 28 s 487 | + 0 s 342 |
| 3    | Damon Hill         | Williams-Renault | 1 min 29 s 281 | + 1 s 136 |
| 4    | David Coulthard    | Williams-Renault | 1 min 29 s 537 | + 1 s 392 |
| 5    | Mika Häkkinen      | McLaren-Mercedes | 1 min 29 s 641 | + 1 s 496 |
| 6    | Rubens Barrichello | Jordan-Peugeot   | 1 min 29 s 798 | + 1 s 653 |

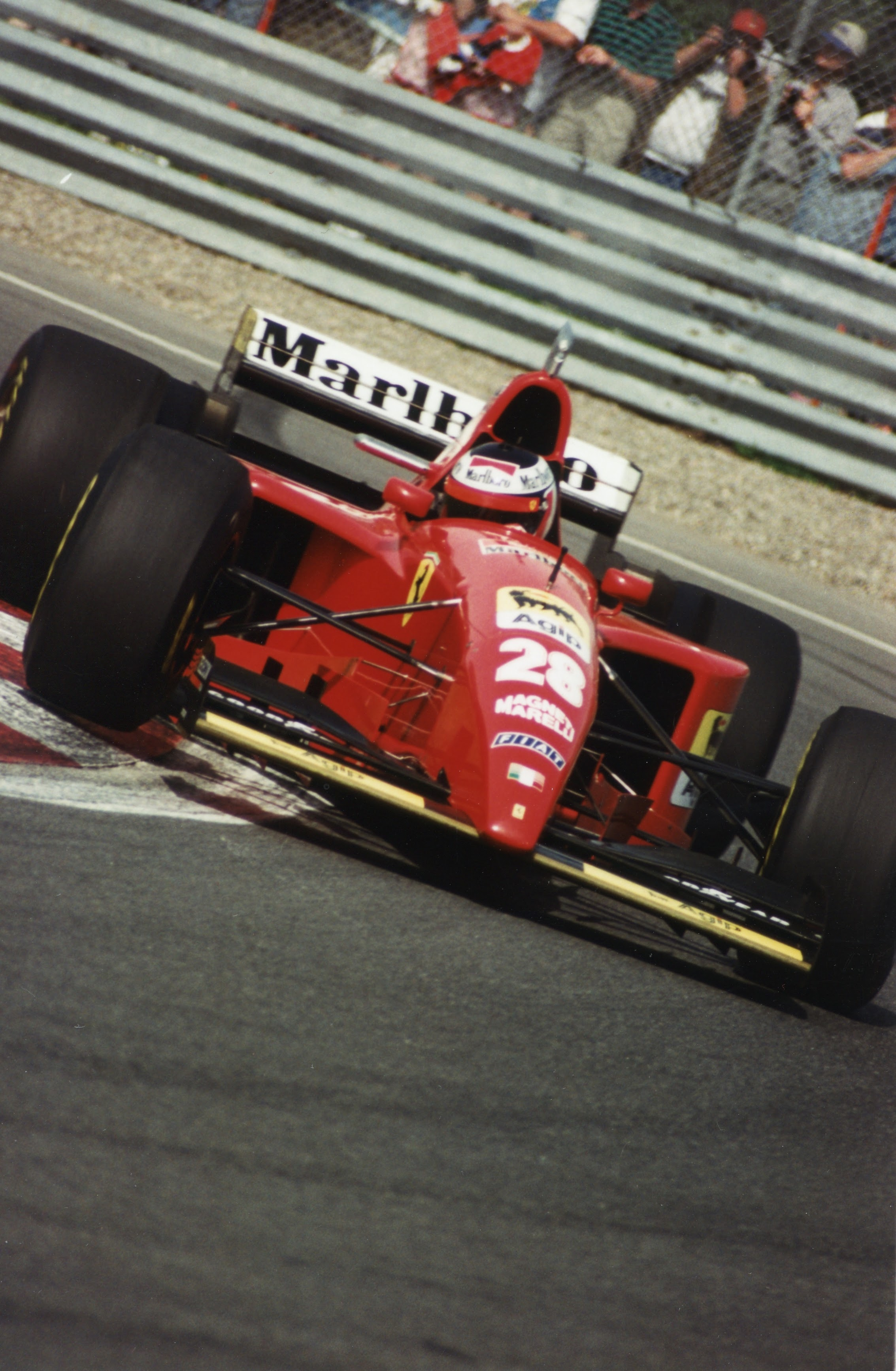
Gerhard Berger, sur Ferrari, est le pilote qui a le moins roulé lors des premiers essais libres à Montréal.

La première séance d'essais libres du weekend de Grand Prix, d'une durée de 1 h 45 min, se déroule le vendredi 9 juin de 9 h 30 à 11 h 15. Chaque pilote peut effectuer un maximum de 23 tours chronométrés lors de chaque séance.
Disputée sous un temps frais mais ensoleillé, la séance est l'occasion pour les pilotes de dépoussiérer la piste du circuit Gilles-Villeneuve, inutilisé en dehors du Grand Prix de Formule 1. Les premières monoplaces soulèvent un véritable nuage de poussière à hauteur du chantier du nouveau casino construit aux abords du circuit.
Le meilleur temps est établi par Michael Schumacher (Benetton-Renault), en 1 min 28 s 145. Son équipier, Johnny Herbert, en difficulté à cause d'un arbre de transmission défectueux sur sa Benetton B195, se contente de la neuvième place, à deux secondes. Le pilote Ferrari Jean Alesi, deuxième à trois dixièmes, est le seul à évoluer dans la même seconde que l'Allemand. Gerhard Berger, sur l'autre Ferrari 412 T2, n'est que quatorzième : il ne boucle que trois tours avant que son moteur explose. Les pilotes Williams, Damon Hill et David Coulthard — qui souffre d'un problème d'embrayage, sont troisième et quatrième. Ils devancent Mika Häkkinen (McLaren-Mercedes) et Rubens Barrichello (Jordan-Peugeot) qui complètent le top six,,.

### Séance de qualifications
| Pos. | Pilote             | Voiture          | Temps          | Écart     |
| ---- | ------------------ | ---------------- | -------------- | --------- |
| 1    | Michael Schumacher | Benetton-Renault | 1 min 27 s 661 |           |
| 2    | Damon Hill         | Williams-Renault | 1 min 28 s 039 | + 0 s 378 |
| 3    | Gerhard Berger     | Ferrari          | 1 min 28 s 247 | + 0 s 586 |
| 4    | Jean Alesi         | Ferrari          | 1 min 28 s 525 | + 0 s 864 |
| 5    | David Coulthard    | Williams-Renault | 1 min 28 s 590 | + 0 s 929 |
| 6    | Eddie Irvine       | Jordan-Peugeot   | 1 min 29 s 021 | + 1 s 360 |

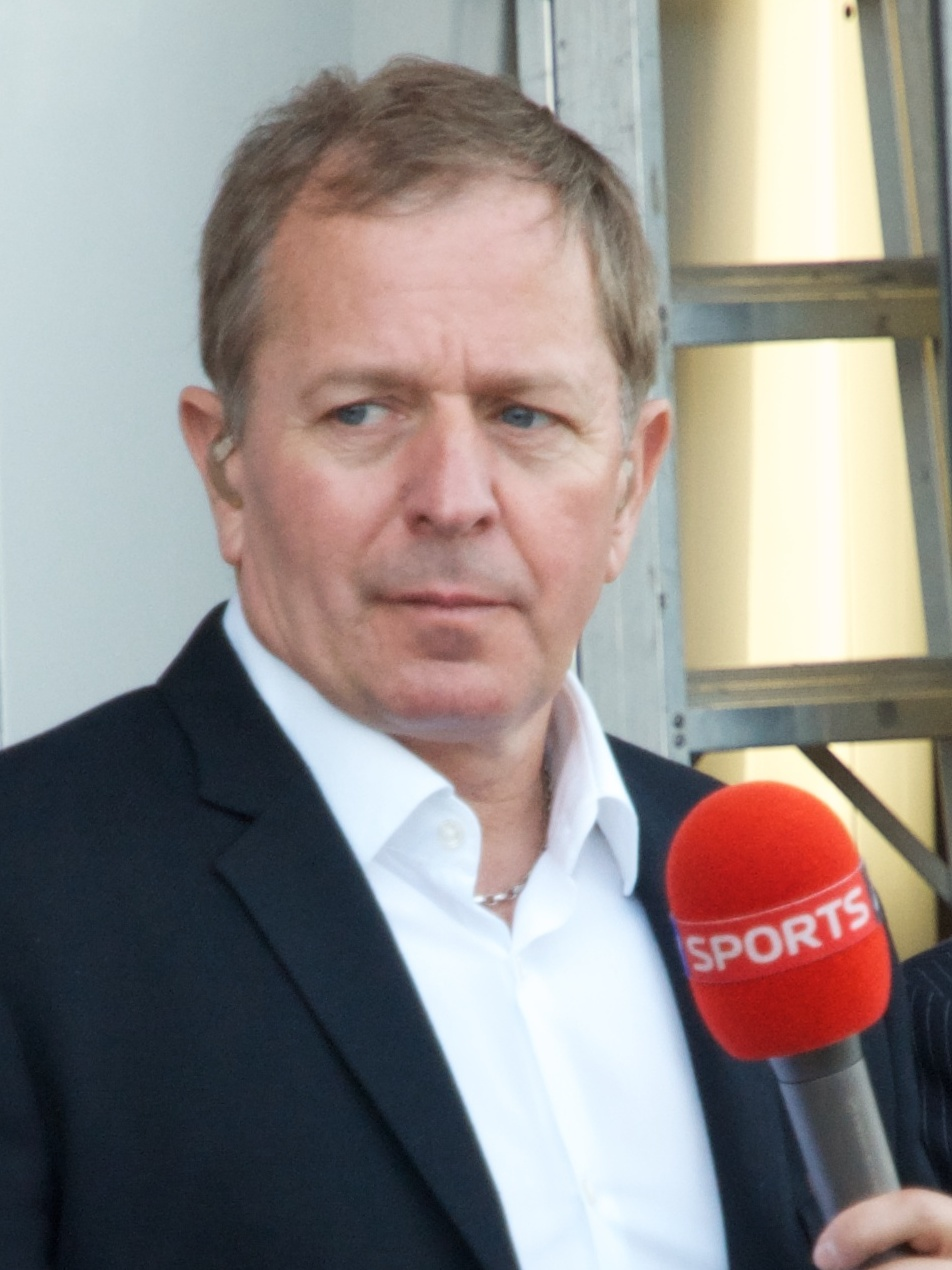
Le vétéran Martin Brundle (ici en 2013) est dominé chez Ligier par son jeune coéquipier Olivier Panis depuis le début de la saison 1995.

La première séance de qualifications du week-end de Grand Prix, d'une durée de 1 h, se déroule le vendredi 9 juin de 13 h à 14 h. Chaque pilote peut effectuer un maximum de 12 tours chronométrés lors de chaque séance.
La session se déroule sous un soleil radieux. Les trente-cinq premières minutes, relativement calmes, voient Jean Alesi, sur Ferrari, s'emparer du meilleur temps provisoire, devant les pilotes Williams-Renault, Damon Hill et David Coulthard. À ce moment, Michael Schumacher (Benetton-Renault) sort de son garage. À vingt minutes de la fin de la séance, Damon Hill occupe le sommet de la feuille des temps ; cinq minutes plus tard, Schumacher, toujours dans son premier relais, améliore le meilleur temps de la session de plus d'une demi-seconde, en 1 min 27 s 661, bien qu'il ait été gêné dans ce tour rapide par Pedro Diniz (Forti-Ford). La pole position provisoire de Schumacher semblant inaccessible, la concurrence rivalise pour le gain du deuxième temps. Gerhard Berger le ravit à Hill, en 1 min 28 s 247, mais le Britannique améliore en 1 min 28 s 039. L'Autrichien est retardé par un arrêt aux stands plus long que prévu, les mécaniciens peinant à retirer le tuyau de ravitaillement. Le drapeau à damier est agité avant qu'il n'ait le temps de commencer un dernier tour rapide.
Malgré sa deuxième place provisoire, Damon Hill, qui souffre d'une rhinite provoquée par l'air conditionné de son hôtel, est peu satisfait de cette première journée, en raison d'une Williams FW17 difficile à équilibrer. Son équipier David Coulthard, cinquième, est gêné par une transmission qui rechigne à rétrograder les vitesses et par un manque d'adhérence à faible vitesse. Rubens Barrichello (Jordan-Peugeot), septième provisoire, a subi une panne électrique.
Dans le peloton, neuvième et onzième, les pilotes McLaren-Mercedes Mika Häkkinen et Mark Blundell, en dépit de nouveaux amortisseurs fournis par Penske, se plaignent d'une MP4/10B trop lente dans les virages et à l'accélération et pataude en ligne droite. Blundell teste d'ailleurs une spécification ancienne du bloc V10 Mercedes lors de cette épreuve. Martin Brundle abîme le museau et l'aileron avant de sa Ligier-Mugen-Honda JS41 lors d'une sortie dans un bac à graviers. Longtemps classé vingt-troisième, le Britannique prend la quinzième place provisoire après avoir terminé la séance avec la monoplace de son équipier Olivier Panis, dixième. Enfin, Gianni Morbidelli est quatorzième sur sa modeste Arrows-Hart, malgré la perte de sa deuxième vitesse.

## Journée du samedi

### Séance d'essais libres
| Pos. | Pilote             | Voiture          | Temps          | Écart     |
| ---- | ------------------ | ---------------- | -------------- | --------- |
| 1    | Damon Hill         | Williams-Renault | 1 min 28 s 691 |           |
| 2    | Jean Alesi         | Ferrari          | 1 min 28 s 812 | + 0 s 121 |
| 3    | Gerhard Berger     | Ferrari          | 1 min 28 s 887 | + 0 s 196 |
| 4    | Michael Schumacher | Benetton-Renault | 1 min 29 s 068 | + 0 s 377 |
| 5    | Mika Häkkinen      | McLaren-Mercedes | 1 min 29 s 070 | + 0 s 379 |
| 6    | Johnny Herbert     | Benetton-Renault | 1 min 29 s 097 | + 0 s 406 |

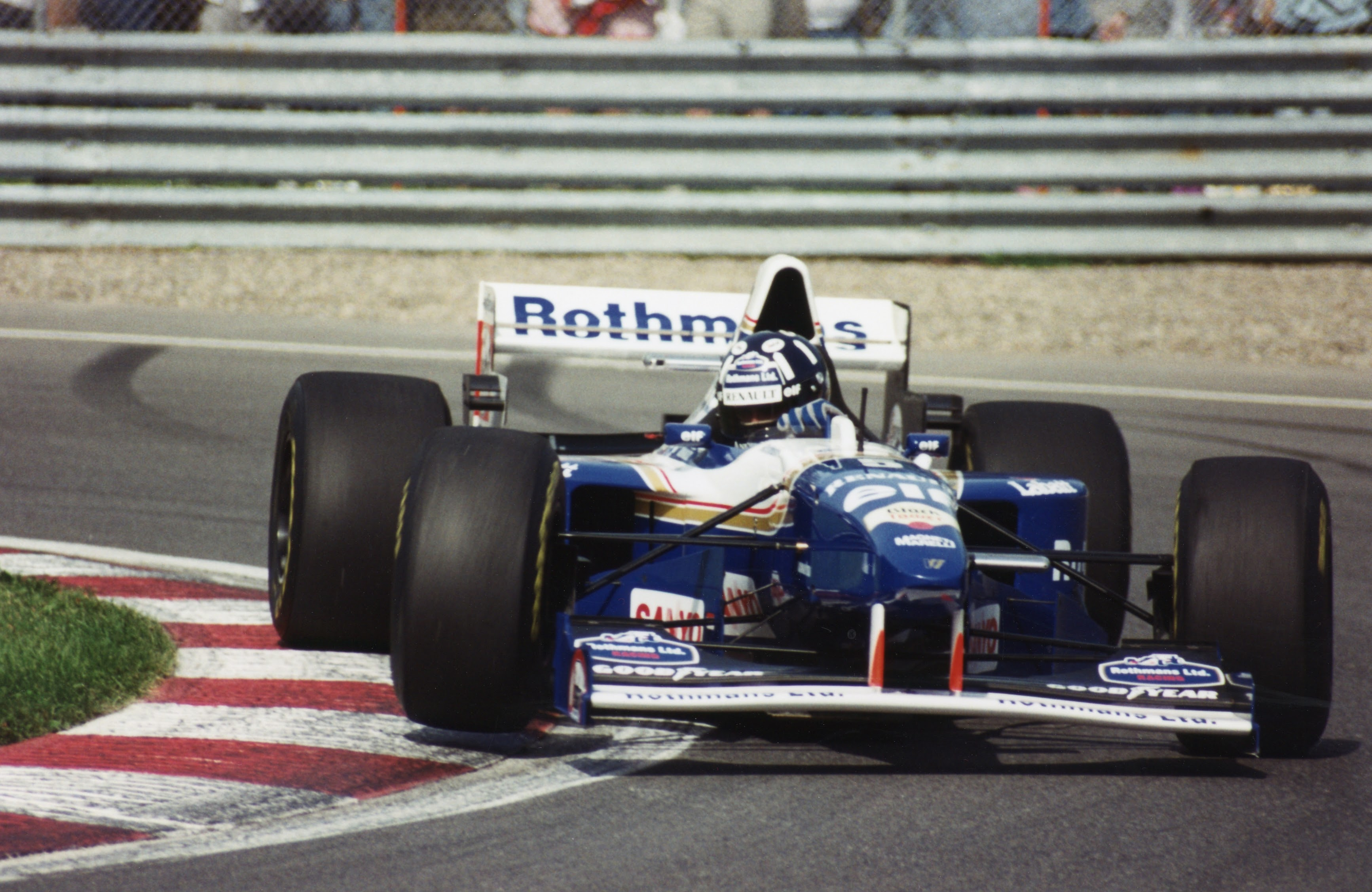
Le Britannique Damon Hill, sur Williams-Renault, est le plus rapide de la deuxième séance d'essais libres.

La seconde séance d'essais libres, d'une durée de 1 h 45 min, se déroule le samedi 10 juin de 9 h 30 à 11 h 15, sous un temps frais et ensoleillé,.
Lors de cette session, Damon Hill (Williams) se montre le plus rapide, avec un temps de référence en 1 min 28 s 691, juste devant Jean Alesi (Ferrari). Son équipier Gerhard Berger est troisième, juste devant l'Allemand Michael Schumacher (Benetton-Renault), Mika Häkkinen (McLaren-Mercedes), Johnny Herbert (Benetton-Renault) et David Coulthard (Williams-Renault). Relégués à près de deux secondes des hommes de tête, Heinz-Harald Frentzen, sur Sauber-Ford, et les pilotes Jordan-Peugeot, Rubens Barrichello et Eddie Irvine, complètent le top dix.
Entre autres, Barrichello endommage l'arrière de sa Jordan 195 en percutant le mur au quatrième virage après avoir suivi de trop près Pedro Diniz (Forti-Ford), perdant ainsi beaucoup d'appui aérodynamique. La monoplace du Brésilien est réparée à temps pour la séance qualificative, en utilisant le train arrière et la suspension de la voiture-mulet. Enfin, dix-huitième de la séance, Jean-Christophe Boullion souffre d'un problème de boîte de vitesses qui entraîne la mise en surrégime du moteur Ford-Cosworth de sa Sauber C14. Les ingénieurs de l'écurie suisse changent donc ce bloc défectueux pour les qualifications,,.

### Séance de qualifications
| Pos. | Pilote             | Voiture          | Temps          | Écart     |
| ---- | ------------------ | ---------------- | -------------- | --------- |
| 1    | Michael Schumacher | Benetton-Renault | 1 min 27 s 708 |           |
| 2    | David Coulthard    | Williams-Renault | 1 min 28 s 091 | + 0 s 389 |
| 3    | Gerhard Berger     | Ferrari          | 1 min 28 s 189 | + 0 s 481 |
| 4    | Jean Alesi         | Ferrari          | 1 min 28 s 474 | + 0 s 766 |
| 5    | Johnny Herbert     | Benetton-Renault | 1 min 28 s 498 | + 0 s 790 |
| 6    | Damon Hill         | Williams-Renault | 1 min 28 s 552 | + 0 s 844 |

La seconde séance de qualifications du week-end, d'une durée d'une heure, se déroule le samedi 10 juin de 13 h à 14 h, dans des conditions chaudes et ensoleillées, n'en déplaise à Jean Alesi qui espérait l'arrivée de la pluie,.
Cette session est dominée par Michael Schumacher qui, en 1 min 27 s 708, n'améliore pas sa performance de la veille pour 47 millièmes de seconde. Le pilote Benetton est notamment victime d'un tête-à-queue dans le premier virage du circuit et rejoint la piste en traversant une portion d'herbe. Il s'octroie néanmoins la neuvième pole position de sa carrière, la centième de Renault : « Je suis très content de leur offrir ce succès. […] J'espère que le beau se maintiendra demain, histoire d'avoir une course excitante. Je pense que ça va être un Grand Prix très serré entre les Williams, les Ferrari et nous. Mais s'il pleut, j'aurai des soucis. Il y a quelques endroits très dangereux ici. » Son équipier Johnny Herbert est sixième avec huit dixièmes de seconde d'écart, n'ayant pas su profiter de l'adhérence apportée par le second train de pneumatiques chaussé lors de cette séance,,.
Malgré une monoplace difficile à équilibrer, David Coulthard, sur Williams-Renault, est deuxième de la séance. En améliorant son temps d'une demi-seconde, il passe de la cinquième à la troisième place sur la grille de départ et déclare : « Je suis très heureux d'être arrivé et surtout de me retrouver devant les Ferrari, parce qu'elles ne sont pas faciles à doubler. » L'Écossais est précédé par Damon Hill : deuxième sur la grille, ce dernier ne parvient pas à améliorer l'équilibre de sa Williams, bien qu'il ait « testé beaucoup de solutions » lors de la journée du samedi. Il estime qu'il devra « se battre pour garder le rythme » de Schumacher en course,.
Gerhard Berger (Ferrari) voit son effort coupé à deux minutes de la fin de séance en raison d'une interruption sur drapeau rouge : Luca Badoer (Minardi-Ford) a crevé un pneu arrière en montant sur un vibreur, part en tête-à-queue et cale au milieu d'un virage. L'Autrichien a également effectué treize tours sur douze autorisés et voit ses temps annulés, avant qu'ils ne soient rétablis puisqu'ils n'améliorent pas sa position sur la grille. Il se qualifie en quatrième place à cinq dixièmes de seconde de Schumacher, juste devant son équipier Jean Alesi, qui a eu des difficultés à tirer profit de ses pneumatiques,.
Mika Häkkinen (McLaren-Mercedes) améliore l'équilibre de sa MP4/10B et son temps de la veille d'une demi-seconde ; il passe de la neuvième à la septième place sur la grille. Son équipier Mark Blundell bénéficie désormais du nouveau moteur V10 Mercedes, ce qui lui permet de gagner six dixièmes de seconde. Bien que dixième des qualifications, le Britannique n'est pas pleinement satisfait de son résultat. Les McLaren encadrent les deux pilotes Jordan-Peugeot, Eddie Irvine et Rubens Barrichello. L'Irlandais, huitième, se plaint d'une Jordan 195 « nerveuse et difficile à piloter » par rapport au vendredi. Le Brésilien, dixième, lutte avec une monoplace survireuse qui souffre sur les bosses du circuit. Enfin, Barrichello met fin à sa séance du samedi après-midi en percutant le mur dans le cinquième virage,.
Chez Ligier, Olivier Panis, onzième à deux secondes de la pole position, devance son équipier Martin Brundle, quatorzième, pour la première fois de la saison : ni l'un ni l'autre ne sont satisfaits de leurs performances. Heinz-Harald Frentzen, douzième, partage les réglages de sa Sauber C14 avec le novice Jean-Christophe Boullion qui n'en tire pas bénéfice : dix-huitième des qualifications, il rend deux secondes à son équipier. Gianni Morbidelli, sur Arrows-Hart, améliore de huit dixièmes de seconde et gagne une place ; treizième, il domine de deux secondes Taki Inoue, vingt-deuxième. Le Japonais a effectué son meilleur temps lors de la séance qualificative du vendredi et n'a pas pris part aux qualifications du samedi, sa Footwork FA16 ayant subi une panne hydraulique sur sa boîte de vitesses,.
Mika Salo et Ukyo Katayama (Tyrrell-Yamaha), quinzième et seizième, sont relégués à trois secondes de Schumacher. Le tracé bosselé du circuit Gilles-Villeneuve rend la Tyrrell 023 instable et tous deux ont effectué une sortie de piste. Si Katayama s'en sort, Salo, dont les pneus arrière sont embourbés dans le bac à graviers, met fin à sa séance. Ses mécaniciens sont déçus de la performance du Finlandais, eux qui n'ont mis que 35 minutes à changer le moteur V8 Yamaha entre la séance du matin et celle de l'après-midi. Également victime d'un tête-à-queue, Luca Badoer est dix-neuvième, derrière son équipier Pierluigi Martini, dix-septième (Minardi-Ford). À cinq secondes de la pole position, les pilotes Pacific-Ford Bertrand Gachot et Andrea Montermini sont vingtième et vingt-et-unième. Enfin, Roberto Moreno et Pedro Diniz, sur Forti-Ford, occupent les vingt-troisième et vingt-quatrième places au départ, à plus de six secondes de Schumacher,.

## Grille de départ
Les monoplaces sont installées sur la grille de départ deux par deux et l'auteur de la pole position est situé à gauche, sur le côté sale de la piste, puisque le premier virage tourne à gauche.
| Pos. | No | Pilote                   | Écurie             | Temps Q1       | Temps Q2       | Écart     |
| ---- | -- | ------------------------ | ------------------ | -------------- | -------------- | --------- |
| 1    | 1  | Michael Schumacher       | Benetton-Renault   | 1 min 27 s 661 | 1 min 27 s 708 |           |
| 2    | 5  | Damon Hill               | Williams-Renault   | 1 min 28 s 039 | 1 min 28 s 552 | + 0 s 378 |
| 3    | 6  | David Coulthard          | Williams-Renault   | 1 min 28 s 590 | 1 min 28 s 091 | + 0 s 430 |
| 4    | 28 | Gerhard Berger           | Ferrari            | 1 min 28 s 247 | 1 min 28 s 189 | + 0 s 528 |
| 5    | 27 | Jean Alesi               | Ferrari            | 1 min 28 s 525 | 1 min 28 s 474 | + 0 s 813 |
| 6    | 2  | Johnny Herbert           | Benetton-Renault   | 1 min 29 s 406 | 1 min 28 s 498 | + 0 s 837 |
| 7    | 8  | Mika Häkkinen            | McLaren-Mercedes   | 1 min 29 s 406 | 1 min 28 s 910 | + 1 s 249 |
| 8    | 15 | Eddie Irvine             | Jordan-Peugeot     | 1 min 29 s 021 | 1 min 29 s 259 | + 1 s 360 |
| 9    | 14 | Rubens Barrichello       | Jordan-Peugeot     | 1 min 29 s 393 | 1 min 29 s 171 | + 1 s 510 |
| 10   | 7  | Mark Blundell            | McLaren-Mercedes   | 1 min 30 s 279 | 1 min 29 s 641 | + 1 s 980 |
| 11   | 26 | Olivier Panis            | Ligier-Mugen-Honda | 1 min 29 s 809 | 1 min 30 s 345 | + 2 s 148 |
| 12   | 30 | Heinz-Harald Frentzen    | Sauber-Ford        | 1 min 30 s 285 | 1 min 30 s 017 | + 2 s 356 |
| 13   | 9  | Gianni Morbidelli        | Arrows-Hart        | 1 min 30 s 854 | 1 min 30 s 159 | + 2 s 498 |
| 14   | 25 | Martin Brundle           | Ligier-Mugen-Honda | 1 min 30 s 880 | 1 min 30 s 255 | + 2 s 694 |
| 15   | 4  | Mika Salo                | Tyrrell-Yamaha     | 1 min 30 s 657 | 1 min 30 s 695 | + 3 s 096 |
| 16   | 3  | Ukyo Katayama            | Tyrrell-Yamaha     | 1 min 31 s 958 | 1 min 31 s 382 | + 3 s 821 |
| 17   | 23 | Pierluigi Martini        | Minardi-Ford       | 1 min 31 s 859 | 1 min 31 s 445 | + 3 s 884 |
| 18   | 29 | Jean-Christophe Boullion | Sauber-Ford        | 1 min 31 s 925 | 1 min 31 s 838 | + 4 s 177 |
| 19   | 24 | Luca Badoer              | Minardi-Ford       | 1 min 32 s 453 | 1 min 31 s 853 | + 4 s 192 |
| 20   | 17 | Bertrand Gachot          | Pacific-Ford       | 1 min 33 s 866 | 1 min 32 s 841 | + 5 s 180 |
| 21   | 16 | Andrea Montermini        | Pacific-Ford       | 1 min 33 s 910 | 1 min 32 s 894 | + 5 s 233 |
| 22   | 10 | Taki Inoue               | Arrows-Hart        | 1 min 32 s 995 | Pas de temps   | + 5 s 334 |
| 23   | 22 | Roberto Moreno           | Forti-Ford         | 1 min 34 s 000 | 1 min 35 s 559 | + 6 s 339 |
| 24   | 21 | Pedro Diniz              | Forti-Ford         | 1 min 36 s 187 | 1 min 34 s 982 | + 7 s 321 |

## Warm up
| Pos. | Pilote                | Voiture          | Temps          | Écart     |
| ---- | --------------------- | ---------------- | -------------- | --------- |
| 1    | Jean Alesi            | Ferrari          | 1 min 50 s 363 |           |
| 2    | Rubens Barrichello    | Jordan-Peugeot   | 1 min 50 s 620 | + 0 s 257 |
| 3    | Gerhard Berger        | Ferrari          | 1 min 51 s 805 | + 1 s 442 |
| 4    | Michael Schumacher    | Benetton-Renault | 1 min 51 s 844 | + 1 s 481 |
| 5    | Mika Häkkinen         | McLaren-Mercedes | 1 min 52 s 370 | + 2 s 007 |
| 6    | Heinz-Harald Frentzen | Sauber-Ford      | 1 min 53 s 202 | + 2 s 839 |

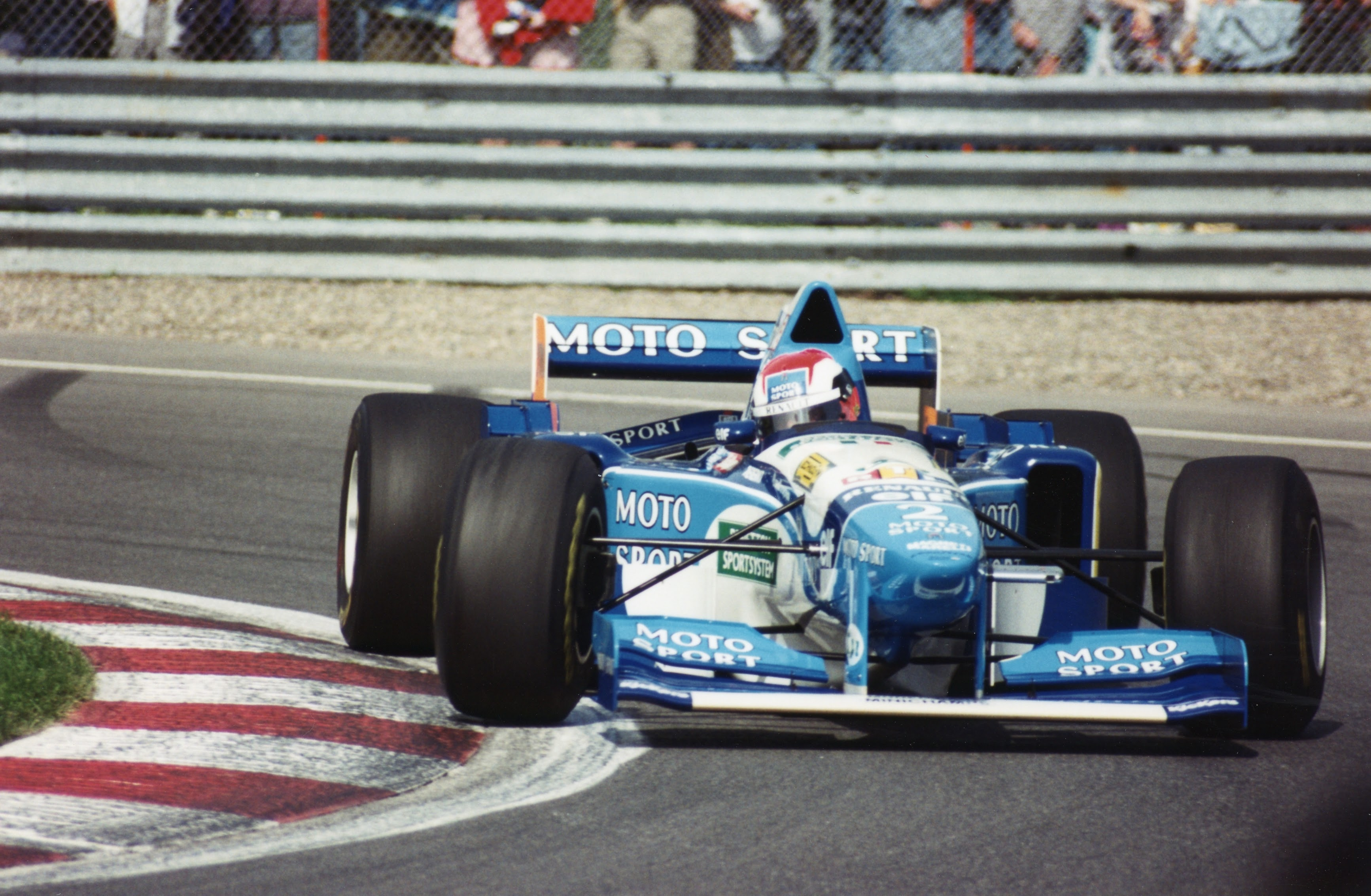
Johnny Herbert, sur Benetton-Renault B195, est en difficulté lors du warm up disputé sous la pluie.

La session d'échauffement, d'une durée de trente minutes, se déroule le dimanche 11 juin de 9 h 30 à 10 h sous une pluie torrentielle, ce qui ne permet pas aux pilotes de préparer la course, prévue sous un temps sec.
La séance est dominée par Jean Alesi (Ferrari), qui réalise le meilleur temps en 1 min 50 s 363, devançant le Brésilien Rubens Barrichello (Jordan-Peugeot) de deux dixièmes de seconde. Gerhard Berger (Ferrari), Michael Schumacher (Benetton-Renault), Mika Häkkinen (McLaren-Mercedes) — dont la MP4/10B semble apprécier ces conditions de roulage — et Heinz-Harald Frentzen (Sauber-Ford), tournant à plus d'une, voire deux secondes du Français, complètent le top six,.
Les conditions climatiques mettent quelques pilotes en difficulté. Damon Hill, auteur du seizième temps, doit composer avec le mulet de sa Williams FW17 ; une pédale d'accélérateur « collante » et d'une boîte de vitesses défectueuse, l'envoient dans le bac à graviers. Le Britannique craint de finir douzième en course si la pluie persistait durant la journée. Son compatriote Johnny Herbert, dixième, part en tête-à-queue et endommage le refroidisseur d'huile de boîte de vitesses de sa Benetton B195. Eddie Irvine ne réalise que trois tours lents avant de se retirer, sa Jordan 195 souffrant d'un problème de pression d'essence.

## Course

### Déroulement de l'épreuve

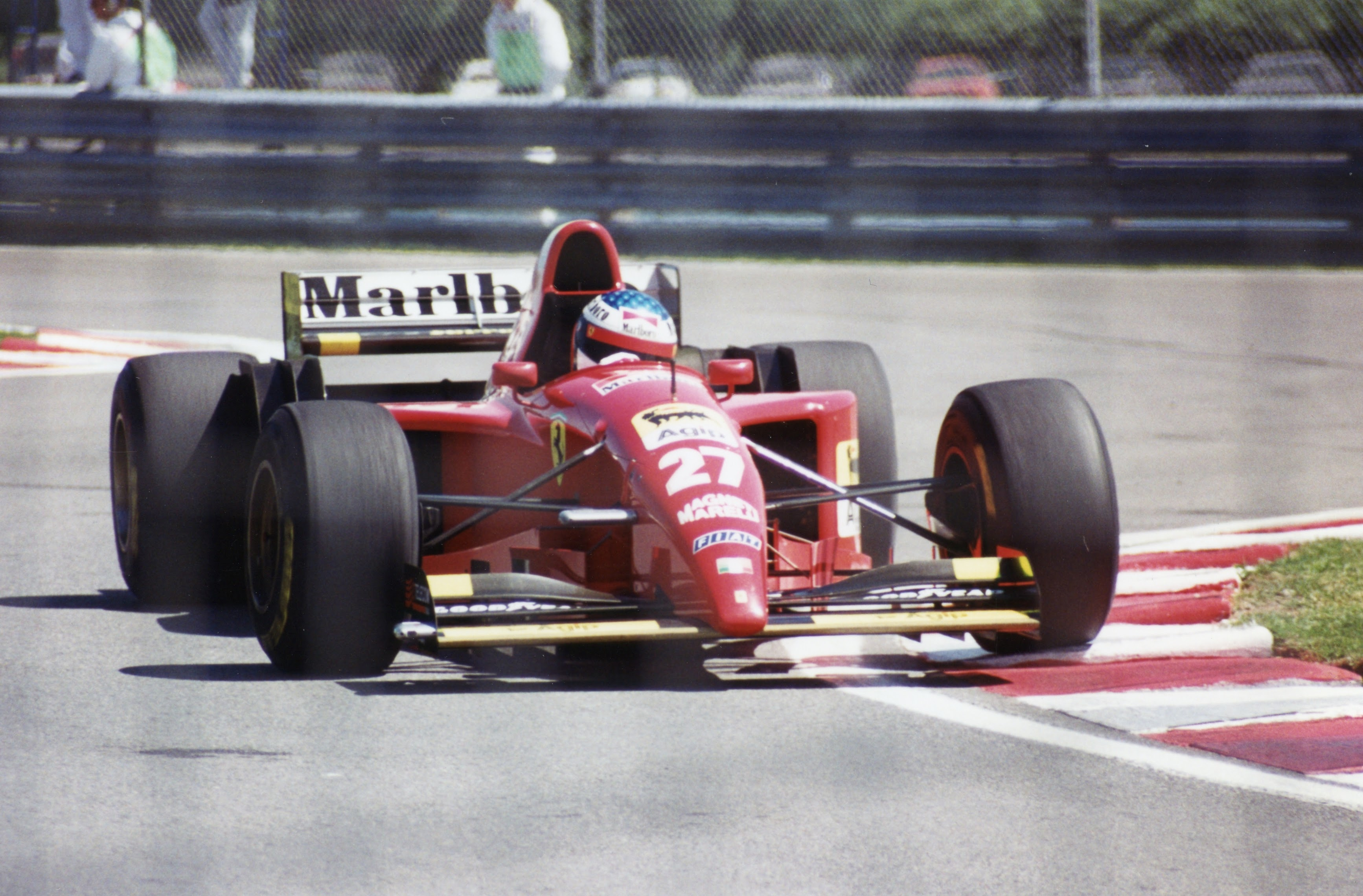
Jean Alesi filant vers son unique victoire en Formule 1 au Grand Prix du Canada 1995.

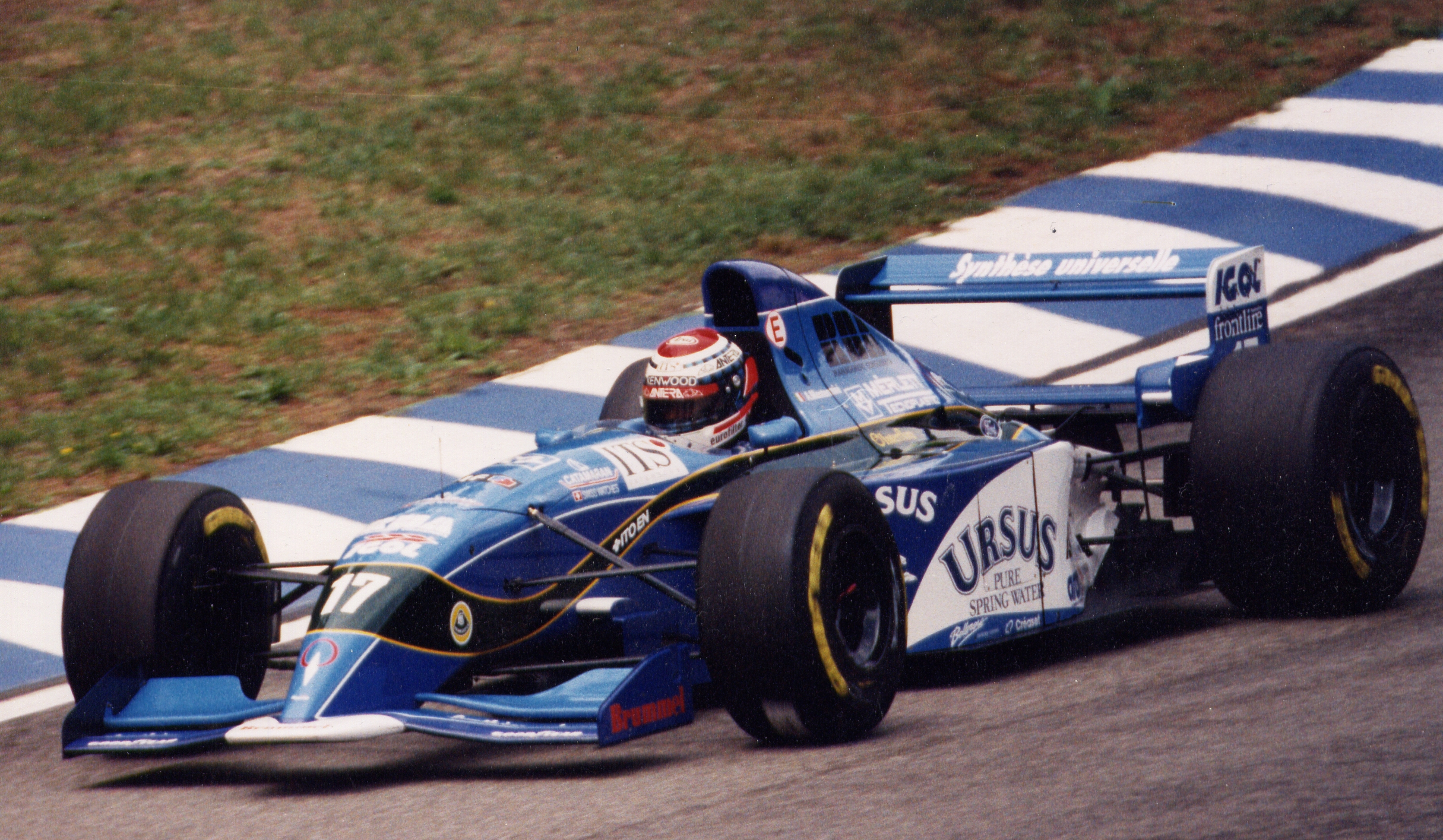
La Pacific PR02 d'Andrea Montermini (ici au Grand Prix d'Allemagne 1995) abandonne à la suite d'une panne hydraulique sur sa boîte de vitesses.

Le vent a asséché la piste et c'est sous un ciel nuageux et par une température de 23 °C que 82 000 spectateurs assistent au départ du Grand Prix. Quelques plaques d'humidité demeurent en dehors de la trajectoire mais aucune averse n'est annoncée pour la course,. Les hommes de tête choisissent une stratégie à un arrêt. Lors de son tour d'installation, Mark Blundell enlise sa McLaren MP4/10B-Mercedes dans les graviers et prend part à la course avec le mulet, préparé pour Mika Häkkinen,,.
Bien que placé du côté sale de la piste, Michael Schumacher prend un bon départ et conserve la tête à la sortie du premier virage. Jean Alesi est, quant à lui, doublé par Johnny Herbert et Mika Häkkinen. À l'épingle du Casino, le Finlandais tente de dépasser Johnny Herbert par l'intérieur pour le gain de la cinquième place mais il accroche la Benetton-Renault du Britannique ; les deux monoplaces partent en tête-à-queue, celle de Herbert, moteur calé, montant sur l'aileron avant de celle de Häkkinen. Herbert rentre à pied, furieux, à son garage. Le drapeau jaune est agité dans ce secteur pour permettre l'évacuation des deux voitures. Plus loin dans le peloton, Pierluigi Martini, sur Minardi-Ford, ainsi que les deux pilotes Tyrrell-Yamaha, Mika Salo et Ukyo Katayama, prennent un faux départ. Les deux premiers observent un stop-and-go de dix secondes au dixième tour, et le dernier au douzième tour,,.
À la deuxième boucle, David Coulthard, menacé par les Ferrari, perd le contrôle de sa Williams-Renault au freinage du virage du Casino : l'arrière de son bolide chasse, il part en tête-à-queue et finit sa course dans les graviers. Au même endroit, Jean Alesi prend le meilleur sur Gerhard Berger et s'empare de la troisième place. À l'issue du quatrième tour, Schumacher compte plus de quatre secondes d'avance sur Damon Hill qui pâtit du manque de maniabilité de sa monoplace, perd constamment du terrain sur l'Allemand et est sous la menace d'Alesi et Berger. Ils sont suivis par Rubens Barrichello et Eddie Irvine, provisoirement dans les points. En fond de peloton, Andrea Montermini abandonne au début du sixième tour en raison d'un problème hydraulique de la boîte de vitesses de sa Pacific-Ford PR02, alors qu'il était dix-huitième,,,,.

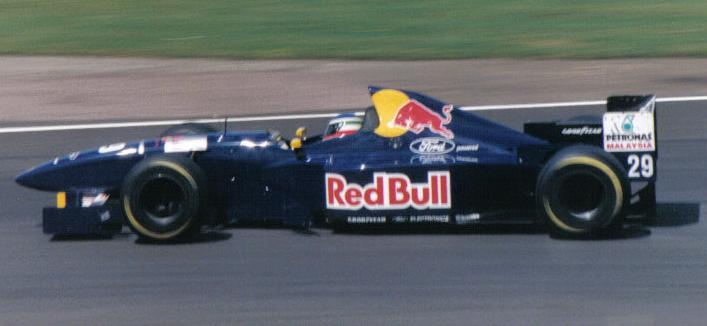
Le Français Jean-Christophe Boullion (ici sur sa Sauber C14 à Silverstone) est contraint d'abandonner à la suite d'un tête-à-queue.

Schumacher accroît progressivement son avance sur Hill et le devance de neuf secondes au quinzième tour. Deux boucles plus loin, Alesi freine tardivement à l'épingle du Casino, double le Britannique et lui ravit la deuxième place. Ce dernier est pourchassé par Berger. Le trio est ensuite gêné par Pierluigi Martini et Ukyo Katayama à qui ils tentent de prendre un tour. Martini bloque Berger jusqu'au dix-neuvième tour, ce qui lui vaut un second stop-and-go. Semé par Hill, l'Autrichien doit attendre le vingt-sixième tour pour revenir à hauteur de la Williams FW17 du Britannique : Berger passe à l'intérieur de la première chicane et s'empare de la troisième position, Hill n'opposant aucune résistance. Entretemps, plusieurs pilotes abandonnent : au vingtième tour, Jean-Christophe Boullion (Sauber-Ford), luttant pour la douzième place avec Luca Badoer (Minardi-Ford), part en tête-à-queue à la chicane du Casino et termine dans le bac à graviers. Sept boucles plus loin, son coéquipier Heinz-Harald Frentzen est victime d'une panne moteur, peu avant la chicane de pneumatiques, alors qu'il occupait la septième place et poursuivait les deux pilotes Jordan pour rentrer dans les points. Au vingt-huitième tour, Pedro Diniz, dernier, abandonne sur rupture de la boîte de vitesses de sa Forti FG01-95. Dans le même temps, Mika Salo observe un deuxième stop-and-go, cette fois pour excès de vitesse dans la voie des stands,.
Alors que l'écart entre Schumacher et Hill se stabilise à treize secondes, les hommes de tête observent leur unique arrêt-ravitaillement : d'abord Eddie Irvine au trente-troisième passage puis Alesi, Hill et Barrichello à la boucle suivante. Berger s'arrête au trente-cinquième tour alors qu'il tourne au ralenti dans la ligne droite précédant les stands, ses mécaniciens n'ayant pas prévu une quantité de carburant suffisante. Le pilote Ferrari reprend la piste huitième, derrière ses rivaux de l'écurie Ligier, Olivier Panis et Martin Brundle, après un long ravitaillement. Enfin, Schumacher observe son arrêt au trente-huitième tour ; il devance désormais Alesi et Hill de 26 et 37 secondes,,.
Au quarantième tour, Ukyo Katayama rejoint son stand pour faire vérifier son moteur Yamaha ; reparti dernier, il abandonne cinq boucles plus loin en raison d'une rupture du rappel pneumatique des soupapes. Auparavant, Bertrand Gachot, seizième, voit sa course avortée à cause d'une batterie déchargée sur sa Pacific-Ford. Mark Blundell, neuvième et dernier rescapé chez McLaren, s'arrête dans l'herbe au niveau du virage du Casino, son moteur Mercedes explosant au quarante-huitième passage. Enfin, Hill voit sa transmission bloquée en cinquième vitesse à la suite d'un problème de pompe hydraulique ; il gare sa Williams le long du muret des stands et renonce au cinquante-et-unième tour,.

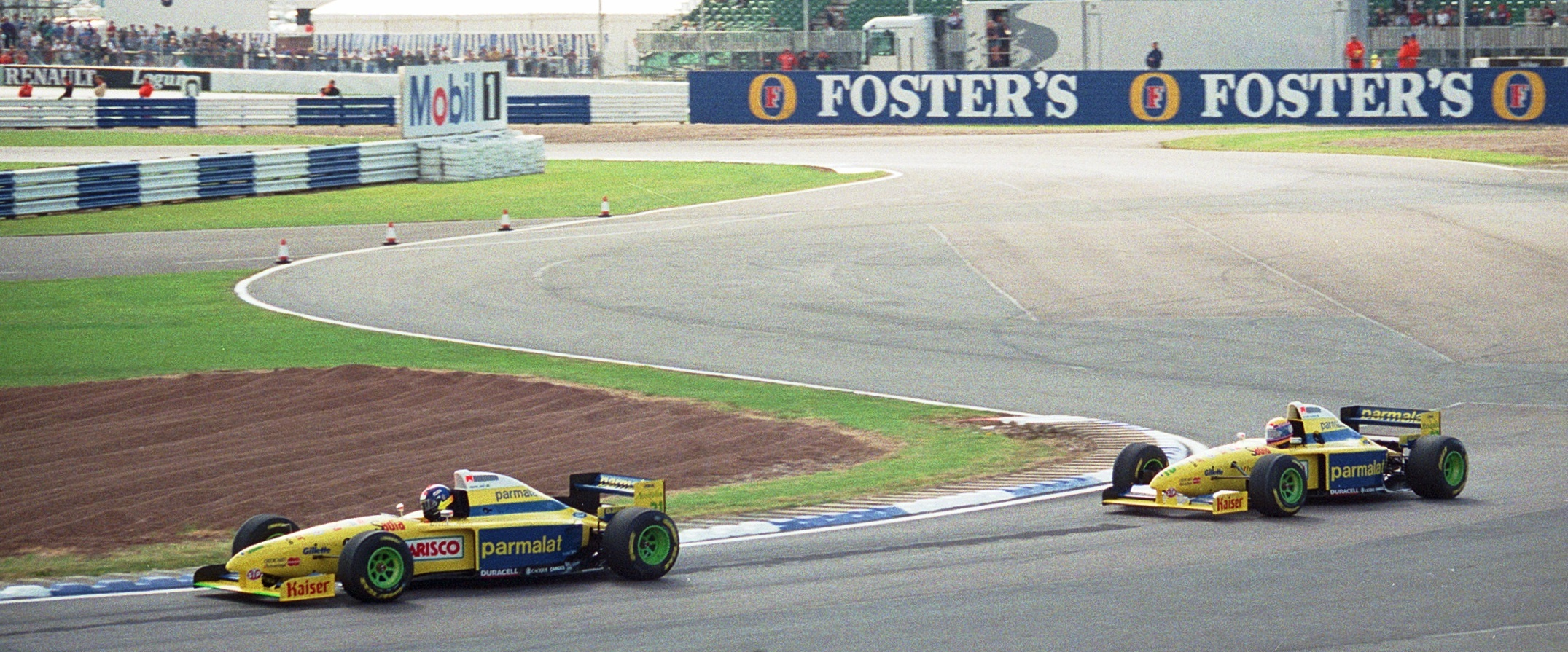
Les pilotes Forti, Pedro Diniz et Roberto Moreno (ici à Silverstone en 1995) abandonnent au Grand Prix du Canada.

Schumacher dispose désormais de 32 secondes d'avance sur Alesi, lui-même devant Barrichello, Irvine — en délicatesse avec leur consommation d'essence — et Panis. Martin Brundle et Gerhard Berger se disputent la sixième place. À dix tours de l'arrivée, le sélecteur de vitesse de Schumacher se bloque sur le troisième rapport : il tourne au ralenti et rejoint les stands où les mécaniciens changent son volant. Jean Alesi en profite pour prendre la tête. Après plus d'une minute d'arrêt, Schumacher reprend la piste septième, à près d'un tour du Français. Dans le même temps, Roberto Moreno, sur Forti-Ford, tombe en panne d'essence : il était treizième et dernier, avec cinq tours de retard sur les meneurs,,,,.

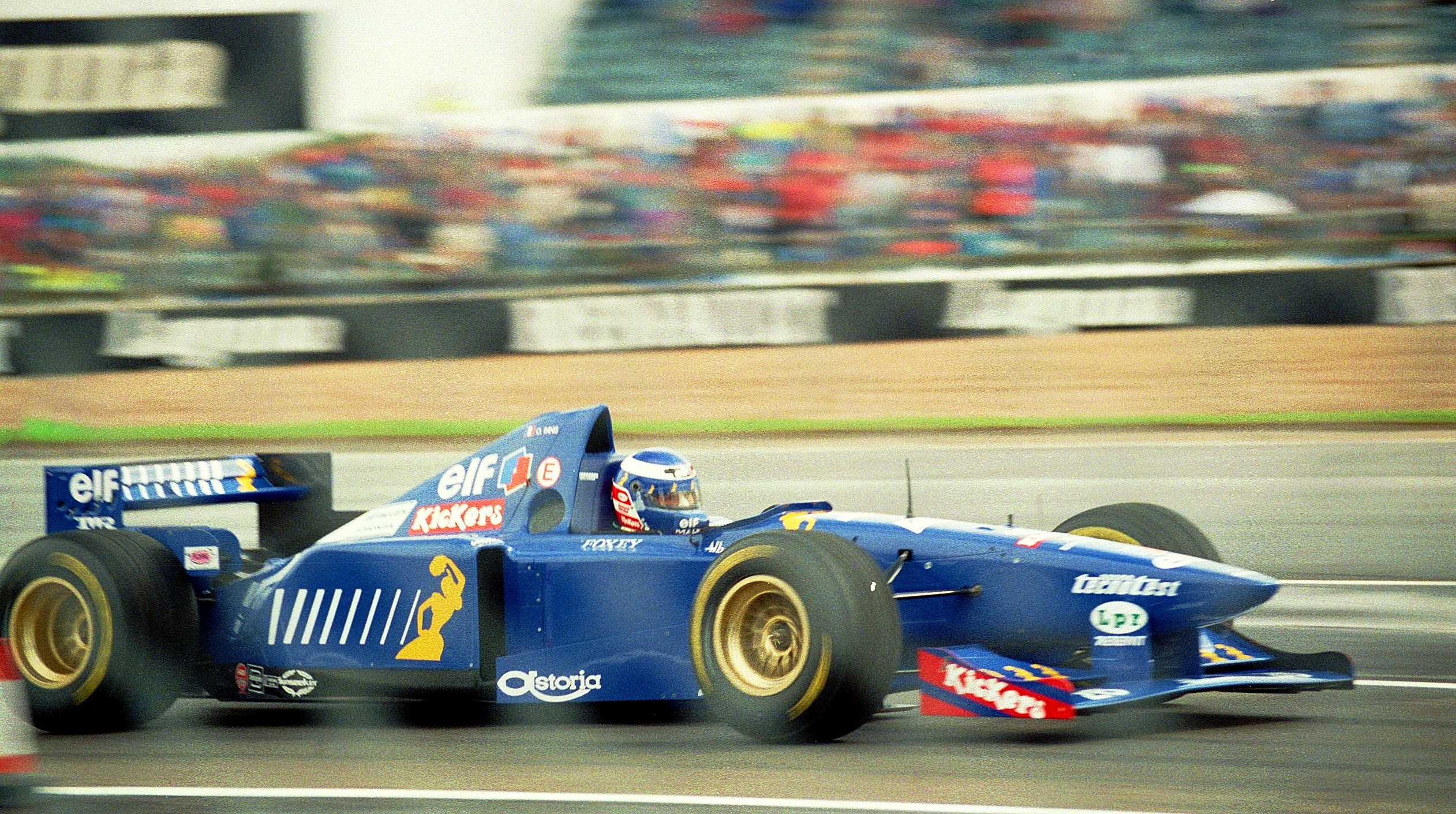
Poursuivi par Michael Schumacher en fin de course, Olivier Panis (ici sur Ligier JS41 au Grand Prix de Grande-Bretagne 1995) termine quatrième à Montréal.

Gerhard Berger tente de dépasser Brundle par l'intérieur à l'épingle du Casino. Il arrive au virage avec une roue d'avance sur le pilote Ligier qui conserve sa trajectoire et sa position. Trois boucles plus loin, le pilote Ferrari retente sa chance au niveau du premier virage alors que Brundle a déjà commencé à tourner. Berger, qui force le passage par l'intérieur en tournant trop tard, met deux roues dans l'herbe, monte sur le vibreur et harponne son rival. Les deux pilotes abandonnent dans les graviers, ce qui provoque la colère du Britannique à l'encontre de l'Autrichien qui reconnaît son erreur ; Schumacher et Gianni Morbidelli (Arrows-Hart) entrent alors dans les points. L'Allemand tourne trois secondes au tour plus vite que ses concurrents, s'empare du meilleur tour en course et ambitionne de rattraper, en vain, Olivier Panis,,,,.

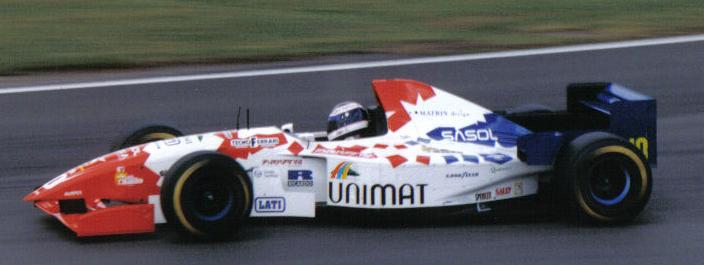
Le Japonais Taki Inoue (ici sur Footwork FA16 à Silverstone) termine neuvième et dernier du Grand Prix du Canada.

Alors que Pierluigi Martini abandonne à quatre tours du drapeau à damier à cause de la rupture de son câble d'accélérateur, le public du circuit Gilles-Villeneuve encourage vivement Jean Alesi. Le Français remporte son unique victoire en Formule 1 après 1 h 44 min 54 s 171 et soixante-huit tours de course. Le podium est complété par les pilotes Jordan, Rubens Barrichello à 31 secondes, et Eddie Irvine à 35 secondes, ce qui constitue alors le meilleur résultat de l'écurie irlandaise depuis sa création en 1991. Dans les points, Olivier Panis (Ligier-Mugen-Honda) est quatrième à 39 secondes, suivi par Michael Schumacher (Benetton-Renault) à 44 secondes, et Gianni Morbidelli (Arrows-Hart), à un tour et souffrant de problèmes de freins, mais qui marque le premier point de la saison de son écurie. En dehors des points et avec une boucle de retard, Mika Salo (Tyrrell-Yamaha) et Luca Badoer (Minardi-Ford) sont septième et huitième. Taki Inoue, sur Arrows, est neuvième et dernier classé, à deux tours. Alors que les spectateurs envahissent la piste bien que les autres pilotes n'aient pas terminé, Salo préfère, par sécurité, arrêter sa monoplace, ce dont Badoer profite pour le dépasser et prendre la septième place. Après réclamation de Tyrrell, la direction de course fige le classement au soixante-huitième tour et rend ainsi sa septième place au Finlandais,,,,.
Alors que la foule en liesse envahit la piste, Jean Alesi tombe en panne sèche après quelques centaines de mètres dans son tour d'honneur. Il est alors « pris en stop » par Michael Schumacher et parcourt le reste du circuit debout sur la prise d'air de la B195, saluant les commissaires et le public ravi.

### Classement de la course
| Pos. | No | Pilote                   | Écurie             | Tours | Temps/Abandon                      | Grille | Points |
| ---- | -- | ------------------------ | ------------------ | ----- | ---------------------------------- | ------ | ------ |
| 1    | 27 | Jean Alesi               | Ferrari            | 68    | 1 h 44 min 54 s 171 (172,297 km/h) | 5      | 10     |
| 2    | 14 | Rubens Barrichello       | Jordan-Peugeot     | 68    | + 31 s 477                         | 9      | 6      |
| 3    | 15 | Eddie Irvine             | Jordan-Peugeot     | 68    | + 35 s 980                         | 8      | 4      |
| 4    | 26 | Olivier Panis            | Ligier-Mugen-Honda | 68    | + 41 s 314                         | 11     | 3      |
| 5    | 1  | Michael Schumacher       | Benetton-Renault   | 68    | + 44 s 676                         | 1      | 2      |
| 6    | 9  | Gianni Morbidelli        | Arrows-Hart        | 67    | + 1 tour                           | 13     | 1      |
| 7    | 4  | Mika Salo                | Tyrrell-Yamaha     | 67    | + 1 tour                           | 15     |        |
| 8    | 24 | Luca Badoer              | Minardi-Ford       | 67    | + 1 tour                           | 19     |        |
| 9    | 10 | Taki Inoue               | Arrows-Hart        | 66    | + 2 tours                          | 22     |        |
| 10   | 25 | Martin Brundle           | Ligier-Mugen-Honda | 61    | Collision                          | 14     |        |
| 11   | 28 | Gerhard Berger           | Ferrari            | 61    | Collision                          | 4      |        |
| Abd. | 23 | Pierluigi Martini        | Minardi-Ford       | 60    | Accélérateur                       | 17     |        |
| Abd. | 22 | Roberto Moreno           | Forti-Ford         | 54    | Panne d'essence                    | 23     |        |
| Abd. | 5  | Damon Hill               | Williams-Renault   | 50    | Boîte de vitesses                  | 2      |        |
| Abd. | 7  | Mark Blundell            | McLaren-Mercedes   | 47    | Moteur                             | 10     |        |
| Abd. | 3  | Ukyo Katayama            | Tyrrell-Yamaha     | 42    | Moteur                             | 16     |        |
| Abd. | 16 | Bertrand Gachot          | Pacific-Ford       | 36    | Batterie                           | 20     |        |
| Abd. | 30 | Heinz-Harald Frentzen    | Sauber-Ford        | 26    | Moteur                             | 12     |        |
| Abd. | 21 | Pedro Diniz              | Forti-Ford         | 26    | Boîte de vitesses                  | 24     |        |
| Abd. | 29 | Jean-Christophe Boullion | Sauber-Ford        | 19    | Sortie de piste                    | 18     |        |
| Abd. | 17 | Andrea Montermini        | Pacific-Ford       | 5     | Boîte de vitesses                  | 21     |        |
| Abd. | 6  | David Coulthard          | Williams-Renault   | 1     | Sortie de piste                    | 3      |        |
| Abd. | 2  | Johnny Herbert           | Benetton-Renault   | 0     | Collision                          | 6      |        |
| Abd. | 8  | Mika Häkkinen            | McLaren-Mercedes   | 0     | Collision                          | 7      |        |

### Pole position et record du tour
Michael Schumacher réalise au Canada la neuvième pole position de sa carrière, toutes pour le compte de l'écurie Benetton Formula. Cette pole position est la onzième pour Benetton et la centième pour Renault en tant que motoriste.
Michael Schumacher obtient le dix-huitième meilleur tour en course de sa carrière, tous pour le compte de Benetton. C'est le vingt-cinquième meilleur tour en course signé par Benetton et le soixante-septième du motoriste Renault.
- Pole position :  Michael Schumacher en 1 min 27 s 661 (vitesse moyenne : 181,928 km/h)[52].
- Meilleur tour en course :  Michael Schumacher en 1 min 29 s 174 au 67e tour (vitesse moyenne : 178,841 km/h)[59].

### Tours en tête
Michael Schumacher, parti en pole position, conserve la tête de l'épreuve jusqu'au cinquante-septième tour, avant de regagner son stand pour faire changer son volant, victime d'un court-circuit l'empêchant de sélectionner la vitesse souhaitée. Jean Alesi prend alors la première position et la conserve jusqu'au drapeau à damier.
- Michael Schumacher : 57 tours (1-57)
- Jean Alesi : 11 tours (58-68)

## Après-course

### L'unique victoire de Jean Alesi

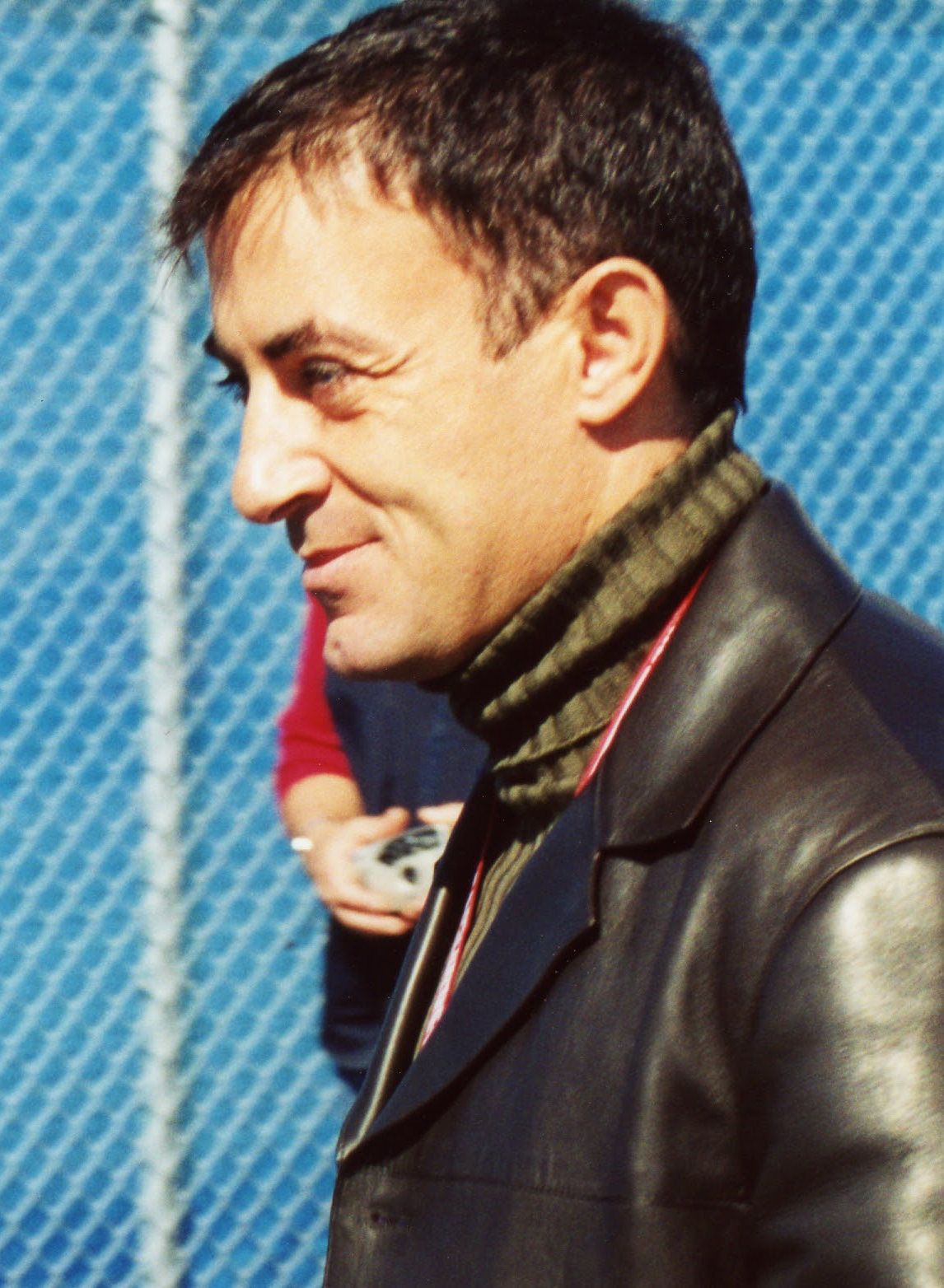
Jean Alesi (ici en 2001), vainqueur du Grand Prix du Canada 1995.

Salué par une foule en liesse qui a envahi le circuit Gilles-Villeneuve, Jean Alesi interrompt son tour d'honneur quelques centaines de mètres après avoir franchi la ligne d'arrivée. Il est pris en stop par Michael Schumacher et salue le public, juché sur la prise d'air de la Benetton. Après 91 départs en Grand Prix, le Français remporte sa première victoire en Formule 1, le jour anniversaire de ses 31 ans. L'Avignonnais décrit ses derniers tours : « La première image qui me revient à l'esprit est celle que j'ai vue sur l'un des écrans géants qui bordent la piste. La Benetton de Schumacher stoppée à son stand, le volant posé sur le saute-vent du cockpit. Puis, la confirmation par radio. Ma vision s'est alors embuée. Je n'arrivais plus à distinguer la piste, ma trajectoire n'était pas précise… je redoutais de rater un freinage. J'avais la trouille de faire une bêtise ! Je me suis repris. Petit à petit, la concentration est revenue. » Il met aussi en perspective ce succès au prisme de sa carrière : « Combien de fois me suis-je retrouvé en pole provisoire le vendredi et largué le samedi, pour finalement me retrouver sur le podium ? Combien de fois, en position de gagner la course, suis-je revenu aux stands à pied ? Ce bonheur est très difficile à exprimer. Je viens de réaliser mon rêve : gagner en F1. Depuis mon arrivée dans la discipline, vous m'avez vu vivre d'énormes espoirs et des moments plus difficiles. Bien sûr, parfois, je broyais du noir, j'en avais marre d'une équipe qui manquait complètement de compétitivité. Notamment en 1992. Marre d'être la victime privilégiée d'une mécanique capricieuse. Marre d'avoir toujours à me justifier. Mais la confiance est revenue. Le chemin a été long et sinueux, mais nous voici arrivés,,! »
Michael Schumacher rend hommage à son rival de la Scuderia Ferrari : « Je suis heureux pour Jean. Votre première victoire, le jour de votre anniversaire, est spéciale et c'est bien mérité pour Jean. Je n'aurais pas pu lui donner un plus beau cadeau! »
Jonathan Palmer, son ancien coéquipier chez Tyrrell Racing, désormais consultant pour la BBC, prédit que cette première victoire du Français en Formule 1 en appelle d'autres. Le Britannique loue un pilote débordant de confiance en soi, qui n'a jamais été intimidé par la discipline-reine du sport automobile, à l'image d'Ayrton Senna ou de Michael Schumacher. Avec ce dernier et Mika Häkkinen, Palmer considère Alesi comme l'un des pilotes les plus rapides de sa génération, en raison de son endurance en course et de sa capacité à effectuer des dépassements audacieux.
Les observateurs supposent que cette victoire pourrait aider Alesi à conserver son baquet chez Ferrari qui s'apprêterait à le remplacer par Schumacher. Dans le cas contraire, Renault, séduit par ses performances, pourrait inciter Benetton ou Williams à le recruter pour remplacer Johnny Herbert ou David Coulthard qui ne convainquent pas leurs écuries respectives.
Cette victoire permet à Ferrari de ravir à Benetton, pour trois points, la première place du championnat du monde des constructeurs, avec 41 unités. Malgré sa cinquième place, Michael Schumacher conserve la tête du championnat du monde et accroît son avance de deux points sur Damon Hill, son principal rival,.
Fin juin 1995, la Fédération internationale de l'automobile réunit son conseil mondial, qui n'inflige aucune sanction contre l'organisateur du Grand Prix du Canada concernant l'envahissement de la piste par les spectateurs avant le terme de la course. Néanmoins, l'autorité sportive avertit l'ensemble des organisateurs de Grands Prix de Formule 1 qu'à l'avenir, les envahissements de piste seront lourdement sanctionnés.

### Double podium pour Jordan
Le podium du Grand Prix du Canada est inédit par la présence des deux pilotes de l'écurie irlandaise Jordan Grand Prix, avec Rubens Barrichello, deuxième et obtenant le meilleur résultat de l'histoire de l'équipe jusqu'alors, et Eddie Irvine, troisième pour son premier podium en Formule 1. Ils ont profité des déboires des pilotes motorisés par Renault et des évolutions apportées sur leur Jordan 195. Le faible écart entre Barrichello et Irvine tout au long de l'épreuve a semblé donner l'impression au public d'une lutte intense entre les deux pilotes, mais ceux-ci ont dû gérer leur consommation d'essence en réduisant leur mélange de carburant dès le début de la course, puis en réduisant leur régime moteur lors des dix derniers tours. Avec une stratégie à un arrêt et un réservoir de 115 litres rempli à ras bord à la sortie des stands, chacun termine la course avec moins de deux litres,,.

## Statistiques
Le Grand Prix du Canada 1995 représente :
- la 1re et unique victoire de Jean Alesi[66] ;
- le 1er podium d'Eddie Irvine[67] ;
- la 9e pole position de Michael Schumacher[52] ;
- la 105e victoire pour Ferrari en tant que constructeur[68] ;
- la 11e pole position de l'écurie Benetton Formula[52] ;
- la 105e victoire pour Ferrari en tant que motoriste[69] ;
- le 10e podium pour Peugeot en tant que motoriste[70] ;
- la 100e pole position pour Renault en tant que motoriste[55] ;
- le 25e meilleur tour en course pour l'écurie Benetton Formula[57] ;
- le 70e meilleur tour en course pour Renault en tant que motoriste[58] ;
- le 50e Grand Prix pour Mark Blundell[71] ;
- le 150e Grand Prix pour l'écurie Benetton Formula[72] ;
- le 100e Grand Prix pour Hart en tant que motoriste[73].

Au cours de ce Grand Prix :
- l'arrivée est donnée au 68e tour (au lieu de 69 tours habituellement) en raison de l'envahissement de la piste par la foule en réaction à la victoire de Jean Alesi[74] ;
- Simtek, en cessation de paiements, déclare forfait et espère trouver des financements pour s'engager au Grand Prix de France[25].

## Classements généraux à l'issue de la course
| Pos. | Pilote                | Écurie             | Points |
| ---- | --------------------- | ------------------ | ------ |
| 1    | Michael Schumacher    | Benetton-Renault   | 36     |
| 2    | Damon Hill            | Williams-Renault   | 29     |
| 3    | Jean Alesi            | Ferrari            | 24     |
| 4    | Gerhard Berger        | Ferrari            | 17     |
| 5    | Johnny Herbert        | Benetton-Renault   | 12     |
| 6    | David Coulthard       | Williams-Renault   | 9      |
| 7    | Rubens Barrichello    | Jordan-Peugeot     | 6      |
| 8    | Eddie Irvine          | Jordan-Peugeot     | 6      |
| 9    | Mika Häkkinen         | McLaren-Mercedes   | 5      |
| 10   | Heinz-Harald Frentzen | Sauber-Ford        | 4      |
| 11   | Olivier Panis         | Ligier-Mugen-Honda | 4      |
| 12   | Mark Blundell         | McLaren-Mercedes   | 3      |
| 13   | Gianni Morbidelli     | Arrows-Hart        | 1      |

| Pos. | Écurie             | Points |
| ---- | ------------------ | ------ |
| 1    | Ferrari            | 41     |
| 2    | Benetton-Renault   | 38     |
| 3    | Williams-Renault   | 32     |
| 4    | Jordan-Peugeot     | 12     |
| 5    | McLaren-Mercedes   | 8      |
| 6    | Ligier-Mugen-Honda | 4      |
| 7    | Sauber-Ford        | 4      |
| 8    | Arrows-Hart        | 1      |

Note : Benetton et Williams ont été disqualifiés lors du Grand Prix inaugural du Brésil pour utilisation de carburant non conforme à la réglementation de la Formule 1. L'échantillon d'essence prélevé à l'issue de la course ne correspondait pas aux spécifications de l'échantillon témoin fourni à la FIA. Les écuries ont fait appel de cette décision, ce qui a conduit à une annulation de la sanction concernant les pilotes qui ont conservé leurs points, mais un maintien de la pénalité pour les écuries. Benetton a ainsi perdu les 10 points de la victoire de Michael Schumacher et Williams les 6 points de la seconde place de David Coulthard, d'où une différence entre les points obtenus par ces écuries et les totaux des résultats de leurs pilotes,.